# 普遍史

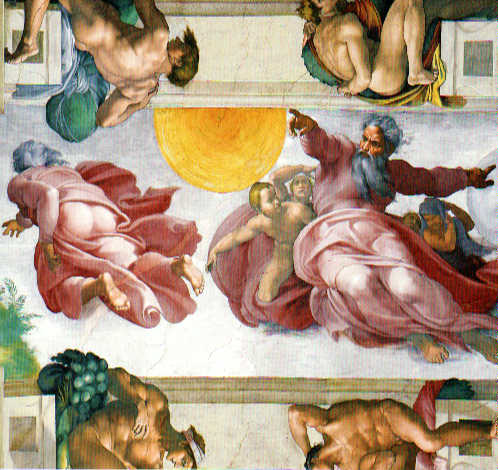
星の創造。ミケランジェロ画。バチカン宮殿、システィーナ礼拝堂

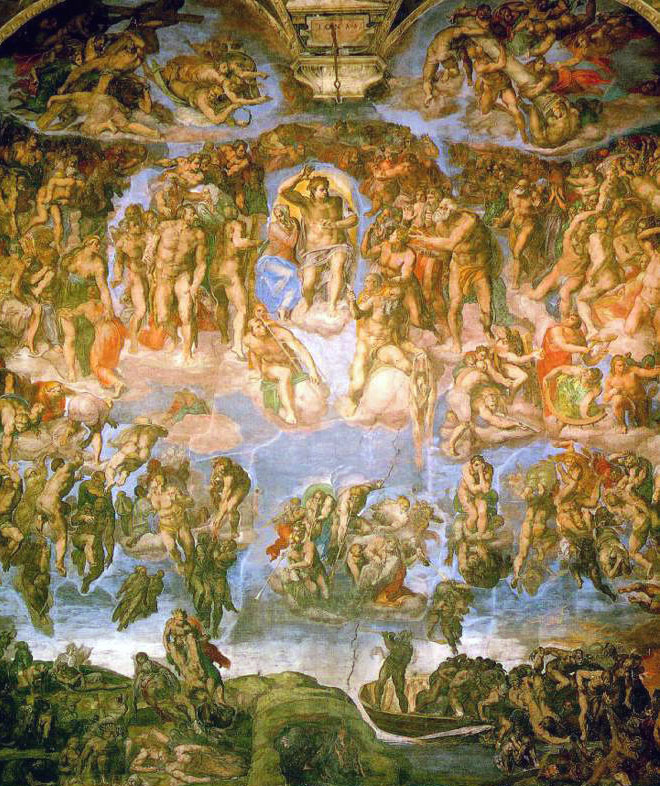
最後の審判。ミケランジェロ画。システィーナ礼拝堂

普遍史（ふへんし、英: universal history）とは、叙述の対象をローカルな場から全世界にまで拡大して人類創世から同時代にいたる人類史を叙述する類型のこと。
キリスト教世界においては、聖書が叙述する内容に基づくキリスト教的史観から構成された世界史である。それは天地創造に始まり最後の審判で終わる、未来をも含む有限の時間軸を範囲とし、空間的にはすべての世界を含んでいる。そこには目的があり、神による人類の教育と、その結果もたらされる救済に至る過程が骨格を成している。
中世ヨーロッパまでは正しい歴史記述と広く認識されていたが、大航海時代や啓蒙思想そして科学の発達などを通じて矛盾する要因が数多くもたらされ崩壊を迎えた。しかし普遍史は、美術や文学などの芸術分野や、また哲学など思想分野にも大きな影響を残した。

## 概要
聖書は、世界の創造と人類の誕生から始まり、その後起こったさまざまな出来事を記載している。そして、救済が実現する未来の描写も暗喩などの表現を用いながら含まれ、これはひとつの歴史大系を成している。旧約聖書を聖典とするユダヤ教の中では、これらの認識は基本的にイスラエル（ユダヤ人・ヘブライ人）とその周辺民族についての歴史を叙述しているものに留まっていた。しかしキリスト教は民族宗教から世界宗教へ脱皮する過程で、聖書記述の内容を、すべての人類（民族）とあらゆる場所（地域）に当てはめる「普遍」的性質を帯びるようになった。これが発展し、普遍史として体系づけられた。
宗教学者のミルチャ・エリアーデによると、古代の文明では四季など自然のサイクルと同様に歴史は死と再生を限りなく繰り返し起こる循環的（円環的）・永遠回帰的なものと考える概念が主流だった。これを最初に覆えした思想がユダヤ教であり、これを批判的に継承したキリスト教だった。この思想は、同じ出来事は二度と起こらない直線的・不可逆的かつ発展する進歩史観という体系で纏められた。そして、その歴史には終止符が置かれ、信仰による救済が訪れるという救済史観をも特徴としている。
しかし、旧約聖書にはこのような思想が明瞭に著述されているわけではない。そこにある記述は、神と契約を結んだイスラエルの民が何度も背教行為や契約違反を繰り返したため神罰が下り、民族は苦渋と迫害の中にあった。だが悔い改め契約に基づく正しい道を歩めば、罪は赦されて再び民族の繁栄を取り戻すというものである。ところが現実には、彼らの苦境は続きさらに悪化していった。そのような中、神との約束である救済を待望する考えは強まり、より過激な形で「黙示録的」終末論が形成された。そして、天地創造から最後の審判までの過程に再解釈が施され、直線的・進歩的かつ終末論的な時間意識と歴史観が確立した。これは、キリスト教に受け継がれて普遍史へと発展しただけでなく、イスラム教にも影響を与えた。
トマス・マン、カール・レーヴィット、ルドルフ・カール・ブルトマンは共通して、西欧文明で現代的歴史観が形成される過程で、普遍史がその端緒になったと論評している。また、時間に対する概念の変革をもたらし、過去の支配者名に基づく年月表示から、長大な期間に適応できる基準となる「紀元」を歴史記述に導入した功績も認めている。レーヴィットの論説では、普遍史の「終末論的歴史観」は宗教から離れ世俗化してからも、目的論的歴史観や唯物史観という考えに影響を与えたという。

## 構成
聖書の中で歴史について叙述している箇所のうち、旧約聖書では「モーセ五書」（「創世記」「出エジプト記」「レビ記」「民数記」「申命記」）、「歴史書」、「文学書」（「モーセの祈り」）、「預言書」（「ダニエル書」）が、新約聖書では「手紙」（「ヨハネの黙示録」）が、普遍史成立に大きく影響を与えている。これらを受け、普遍史は大きく四部（4つの期）構成で成り立っている。

### 天地創造からノアの方舟
第1期は、神ヤハウェによって世界が、そしてアダムとイヴが創られた天地創造が描かれ、この二人がエデンの園を追放された時から人類の歴史は始まる。旧約聖書・「モーセ五書」・「創世記」ではアダムと直系の子孫が何歳で子を生し何歳で死んだかが書かれている。アダムは130歳でセトを得て、930歳で死ぬ。セト105歳の時にエノスが生まれ、912歳で死ぬ。このような記述が続き、十代目にノアが生まれる（第5章）。なお、これらは満年齢である。この期間、カインの孫レメクは二人の妻を娶り、その子供たちが牧畜・冶金・芸術・手工業などを起こしたとあり、普遍史は文明の一元的発生を述べている。
旧約聖書は、神が人類の悪行に怒り大洪水を起こした日付について、ノア600歳の2月17日（第7章-11）と明記している。これに、嫡子を得た時の家父長たちそれぞれの年齢を加えると、天地創造から大洪水までの年数は1656年と計算される。

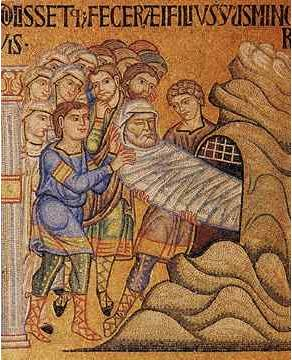
ノアの埋葬。サン・マルコ寺院

### ユダ王国の滅亡まで
大洪水によって人類は、ノアとその一族の計8人から再出発した。第2期は彼らとその子孫を物語る。3人の息子は、セムがアジア人、ハムがアフリカ人、ヤペテがヨーロッパ人の先祖となる。これに続いて、彼らの子孫の名と、ノア・セムからアブラハムに至るまでの子を得た時の家父長の年齢が記載され、大洪水前と同様に年数を計算できる（第10-11章）。この他にも、セムの子孫でアッシリア人の始祖となったアシュル、ハムの子孫でエジプト人の始祖ミツライムやバベルの塔を建設した最初の君主ニムロデなどが登場する。これらの部分は「民族表」と呼ばれ、原典が作成された紀元前600年頃にユダヤ人が知りえた周辺の民族名リストが元になったとされている。
セムの子孫アブラハムは神の召命を受け、ヘブライ人の祖となる。彼の孫ヤコブはヤボク川で神に勝利し「イスラエル」の名を与えられる。「創世記」にはこの後、ヨセフのエジプト宰相就任、イスラエル人のエジプト移住までが描かれる。
続く「出エジプト記」以後の「モーセ五書」ではモーセが率いたエジプト脱出と十戒を授かるまでが描かれ、「歴史書」ではカナンの地でのイスラエル王国創立からユダ王国の分裂、それぞれがアッシリア人とカルデア人（新バビロニア）によって滅ぼされるまでが記されている。バビロン捕囚が起こり、ユダ王国のゼデキア王11年にエルサレム神殿が破壊された年を以って、この第2期は終わる。
これらの箇所には、ヘブライ人の歴史を主軸に、周辺たるエジプト・アッシリア・カルデアといった民族との間に起こった事件が描かれている。しかし周辺民族についての記述は断片的に止まり、例えばアッシリアは始祖アシュル以後長い空白を経て、プル王（ティグラト・ピレセル3世）以降また記述されている。後に普遍史は、これら周辺国家の歴史記述との整合性に悩まされる事になる。

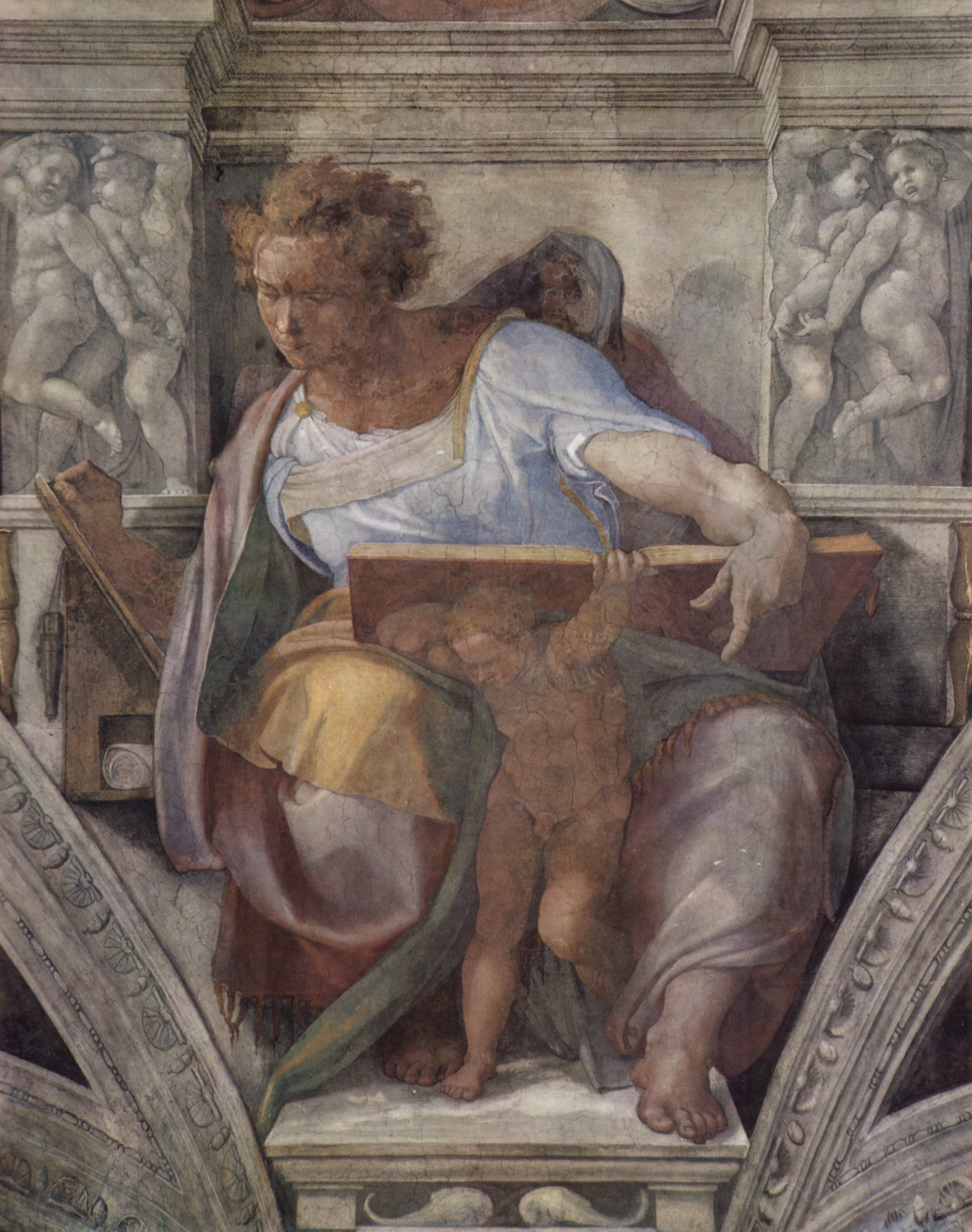
ダニエル。ミケランジェロ画。システィーナ礼拝堂

### 四世界帝国
「歴史書」までが過去の出来事を記録したものに対し、第3期は「ダニエル書」を元とした未来の預言を語る形式が採られている。この書では、分裂後の北部イスラエル王国を滅ぼし人民をバビロンに連行する、いわゆるバビロン捕囚を行ったカルデアの王ネブカドネザル2世が見た不思議な夢を預言者ダニエルが未来に起こる出来事だとして解説している。
王の夢は、頭部が金、腕や胸部が銀、腹部と腿が青銅、脛や足が鉄と陶土で出来た大きな人物像が現れると、自然に切り出され石が出現して像の足に当たる。像はそれだけで粉砕され、一方の石は山となって大地を覆ったという。この夢を王は誰にも語らなかったが、ダニエルが言い当て、解説を述べた。それによる、頭の金はカルデア王国を象徴し、残る身体の三箇所はそれぞれカルデア以後に現れる三つの国を示すという。それに対し石は神の国を表し、世界はカルデアを1番目として現れる世界帝国の4番目が崩壊するとともに、この世に神の国が現出するというものだった。
同じ暗喩は続く章にもある。第7章では、鷲の翼を背に持つ獅子、熊、4つの頭と翼を持つ豹、そして10本の角を持つ「第四の獣」に11本目の小さな角が生える様が描写され、これらも四世界帝国を示すとダニエルは示唆する。
さらに第8章では二本角の雄羊と一本角の雄山羊が戦う幻影について語り、羊の二本の角はメディア王国とアケメネス朝ペルシア帝国を象徴していると言及する。その羊を、山羊は角と引き換えに倒すのだが、この角こそアレクサンドロス3世を示すと言う。代わって山羊の頭には新たな4本の角が生え、そのうちの一本にはさらに小さな角が生じるという。この小さな角は大きくなって「天の衆群」を虐げ「聖所」を破壊したという。ダニエルはこの山羊を「ギリシア人の王」（第8章、20-21）と解説する。
この「ダニエル書」が示す意味は、
1. 金の頭＝獅子＝カルデア（新バビロニア）
2. 銀の胸＝熊＝羊の角＝メディア
3. 青銅の腹＝豹＝羊の角＝ペルシア
4. 鉄と陶土の足＝「第四の獣」＝山羊＝ギリシア

がそれぞれ世界帝国として地上に現れ、4番目の世界帝国が崩壊する際に、石＝永遠の「神の国」が実現するという預言であった。
「ダニエル書」は、ネブカドネザル2世が在位した紀元前6世紀を舞台としているが、実際に執筆された時期は紀元前166年と考えられている。この頃は既にギリシアのマケドニア王国は、鉄と陶土の足が示す獣が持つ複数の角のように分裂していた。「第四の獣」の11本目の角は山羊の小さな角とともにセレウコス朝の王アンティオコス4世エピファネスを暗示しており、当時エルサレムが王によって破壊された出来事を黙示すると言われた。

### 終末の到来

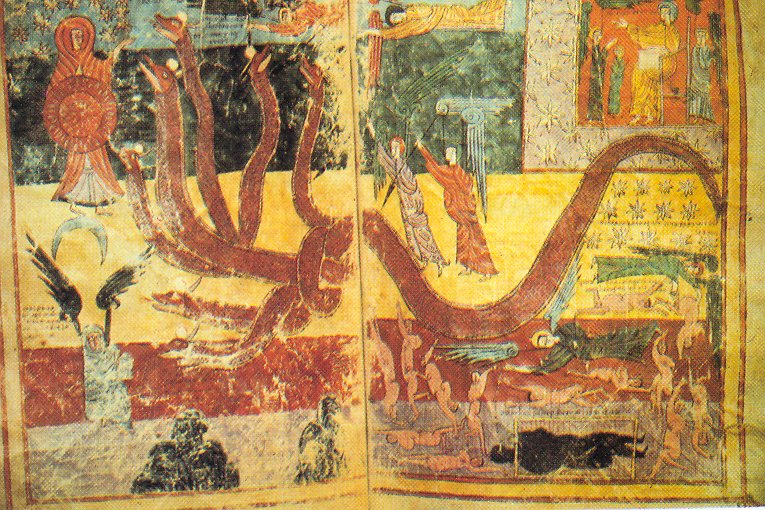
七つ首の赤い竜（中央）と太陽を纏った女（左上）。ベアトゥス(en)の写本挿絵

「ダニエル書」で像を砕く石を象徴として描かれた4番目の世界帝国崩壊と「神の国」実現の様子は、新約聖書の「手紙」・「ヨハネの黙示録」でそのありさまが描写され、これが普遍史第4期に当たる。終末が近づくと7つの封印が解かれ、続いて天使によって7つのラッパ（黙示録のラッパ吹き）が吹かれ、その度に天変地異が起こる。例えば第3のラッパが鳴ると「ニガヨモギ」という名の星が墜ち、水の1/3が苦く変化してたくさんの死者が出るとある（第8章、11）。1986年に起こったチェルノブイリ原子力発電所事故の際、「チェルノブイリ」が「ニガヨモギ」と訳されたことから、ヨーロッパでは終末が近いと受け止めた人々もいた。
この次々と封印が解けラッバが響く間、「黙示録」ではさまざまな存在が登場する。太陽を纏い月を踏み12の星を飾る冠を被る「女」を、七頭十角の赤い竜（黙示録の獣）が襲う（第12章）。さらに十角七頭の獣と二本角の獣（第13-14章）、最後に十角の赤い獣に乗る「大淫婦」が現れる（17章）。そして、7番目のラッパが吹き鳴らされた時、赤い獣と大淫婦は滅び、再来のキリストと「千年王国」がこの世に現れる。人々には最後の審判が下り、選ばれた者たちは神の国に受け入れられる。こうして終末は到来し、永遠の救済が約束された神の国ではよもや歴史がこれ以上刻まれることは無い。
この「ヨハネの黙示録」は、ユダヤ人やキリスト教徒に弾圧を加えたローマ帝国11代皇帝ドミティアヌスが在位した1世紀末頃に成立した黙示文学である。迫害に耐える教徒たちは、ローマ帝国の崩壊とともに訪れる再来のキリストと救済を熱望し、本書を残した。しかしながら登場するさまざまな存在が何を意味するかについては、黙示録の中には書かれていない。

### 聖書の種類
ところで、普遍史の根幹たる聖書には聖書翻訳にある様に多くの種類がある。旧約聖書において原典とされるものでも、大きく「ヘブライ語版」「ギリシア語版」「サマリタン版」の3種類に分かれる。紀元前5世紀から4世紀にかけて纏められたと考えられる「ヘブライ語版」は最も古く成立した版と考えられ、本項で前述した家父長の年齢もこの版に拠っている。「ギリシア語版」は紀元前2世紀にエジプトのプトレマイオス2世が命じて翻訳されたもので、訳者の人数から「七十人訳聖書」とも呼ばれている。「サマリタン版」はユダヤ教の一派サマリア人が纏めたもので、「サマリア五書」とも呼ばれる。

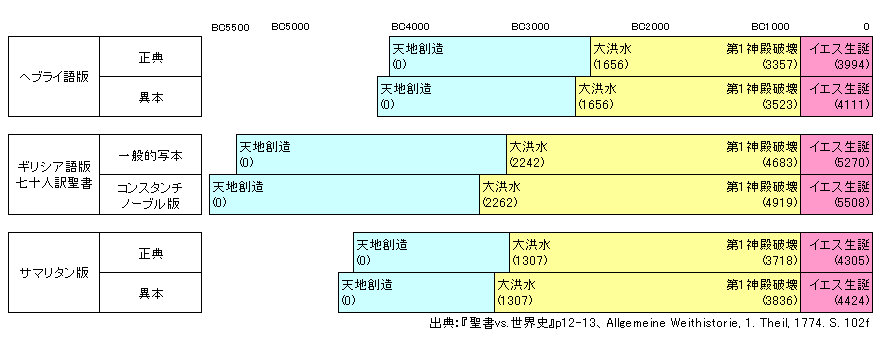
主な聖書の年代表。本表はキリスト誕生を右端に揃え、それぞれの創世紀元は括弧内の数字で記している。1期から3期途中のキリストまでを色分けして表し、普遍史にある終末に至る4番目の期は表示していない。

これら各聖書の「版」の間には、基本的な枠組みや出来事などに大きな差異は無い。しかし、細部の字句や家父長の年齢表記などには差異が見られ、聖書の解釈、特に聖書年代学には大きな影響を与えた。

## 初期の普遍史

### 発生
普遍史の発生は、キリスト教成立時の古代ローマまで遡ることができる。初代ローマ帝国皇帝アウグストゥスの時代にイエス・キリストが生誕し、キリスト教はティベリウス帝の代に成立し、拡大を始めた。しかしキリスト教は長く迫害の時期を過ごし、ようやく公認を得たのはコンスタンティヌス帝の313年だった。この迫害の期間、「教父」と呼ばれる教団の指導者たちは、キリスト教を擁護するために聖書の歴史的正当性を説き、これが普遍史の構築に繋がった。
聖書を権威づける活動は、最初は同様に迫害を受けていたユダヤ人の中から起こった。フラウィウス・ヨセフス（37年 - 100年）は『ユダヤ古代誌』などの著作で、旧約聖書に書かれている年代等の記述に他の情報を加えて天地創造後の経過年数を試算し、「創世紀元」または「世界年代」（Anno Mundi、A.M. 「世界の年に」の意味）を使い始めた。この中にはローマの歴史も含まれると主張してユダヤ教の護教を行った。
キリスト教では、「聖書年代学の父」ユリウス・アフリカヌス（170年? - 240年?）(en)がユダヤ人が主張する創世紀元の流れを汲む年号「ab Adam」（「アダムより」の意味）を用いて、キリスト教徒初の聖書記述の年代研究を『年代誌』に著した。これが普遍史という概念成立の端緒とされている。ただし、彼の著作は散逸し、わずかに引用などで伺うことができる程度にしか残されていない。
しかし、エウセビオス（260年? - 339年）やヒエロニムス（340 年 - 420年）が仕事を引き継ぎ、キリスト教年代学が進展した。エウセビオスが著した『年代記』は、第一部でカルデア人・ヘブライ人・エジプト人・ギリシア人・ローマ人それぞれの歴史と、聖書に記載された出来事を比較している。第二部は「カノン」という題で、アブラハム生誕を紀元とする年表を基準に第一部で述べた諸民族や国家の歴史を並べた年表を作成した。これは「七十人訳聖書」を基礎に据え、キリスト生誕前5199年前と試算した天地創造に始まり、その2242年後に大洪水が起こる聖書の歴史に各民族史が収まり、ヘブライ人の歴史を主軸に据えたキリスト教史観ですべての民族・国家の歴史を説明できる体系となっている。『年代記』はヒエロニムスによってラテン語翻訳され、この概念が中世までのヨーロッパにおける歴史観の基礎となった。

### 問題点

#### カルデアの古さの問題
普遍史は、聖書の歴史記述が他民族のそれをも説明可能であり、これを根拠に聖書およびキリスト教の優位性を示すことを目的に成立した。したがって、天地創造や大洪水よりも古い他民族の歴史を合理的に説明する必要に迫られた。紀元前3世紀頃のヘレニズム期バビロニアで著述されたベロッソスの『バビロニア誌』解釈が、普遍史構築上の問題点となった。カルデアの歴史を伝える『バビロニア誌』では、天と海が分かれて世界が成り立ち、最初の王朝はアルロス（アロロス、Aloros）から始まり10代目のクシストロス時に大洪水があり滅んだとある。この王朝は120サロス＝432,000年間存続したとも記されており、どの聖書に基づいても天地創造と大洪水の期間よりも長かった。
これに対しエウセビオスは『年代記』にて、単純にカルデア人が単位「サロス」の計算を間違えていたと切り捨てた。それどころか逆に、クシストロスが神の予告を受けて船を建造し、大洪水の際に一族や動物たちと難を逃れ、鳥を飛ばして洪水の終息を確認したところなどを取り上げて、『バビロニア誌』にある記述はノアの大洪水を示していると解説した。成立年度から見れば『バビロニア誌』の内容が『旧約聖書』に影響したと考えるのが普通だが、エウセビオスは逆にバビロニア人が歴史を伝えるにあたり事実を劣化させてしまったものとして、聖書の真実性を裏付ける材料にした。

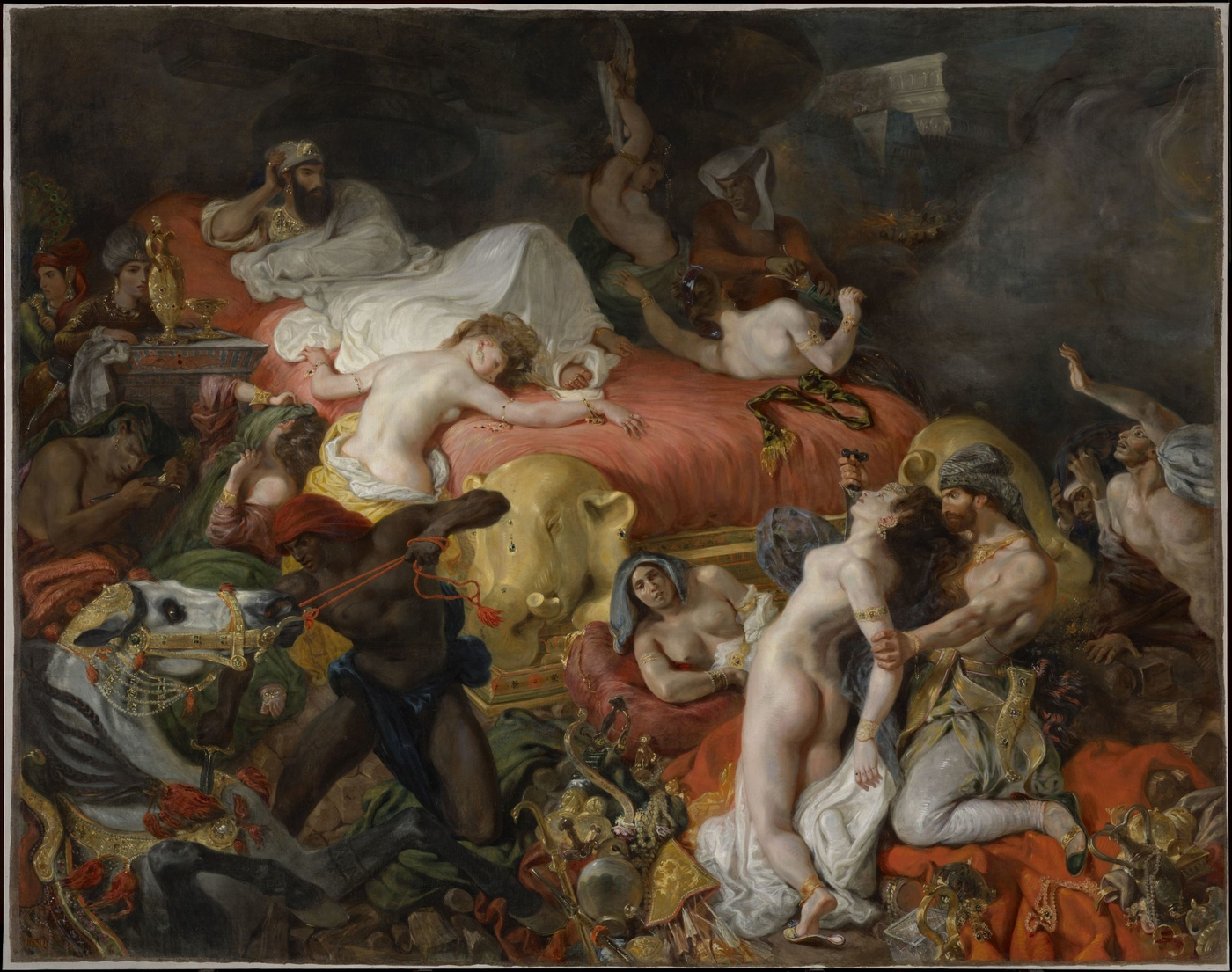
ウジェーヌ・ドラクロワ画、「サルダナパールの死」、ルーヴル美術館所蔵。ニヌス王に始まりサルダナパールに終わるアッシリア伝説は、近年はかなりの史実を含んでいると再評価されている。

#### アッシリアの問題
キリスト教成立前後の古代ギリシアやローマが認識していたアッシリアの歴史とは、ポンペイウス・トログスらが伝える、初代ニヌス王とその王妃である第二代の王セミラミスによってインドにまで進出した最初の大帝国に始まり、サルダナパールの死とともに滅亡する1200年間にわたる伝説的物語を指した。そして、このアッシリアを滅ぼし次代の広域支配を打ち立てた国がメディアだと考えていた。これは、聖書記述内容とは大きく食い違っていた。聖書が伝えるアッシリアの始祖アシュルなどローマ人は知らず、また「ダニエル書」で暗喩された4帝国が連続的に興亡するというような認識ではなかった。
この問題に対し、エウセビオスは『年代記』にて、あえて聖書記述への忠実さを放棄し、「解釈」を以って組み替えている。具体的には、ローマ人のアッシリア観を採用してこれを1番目の帝国に置き換えた。この解釈によってイスラエル王国とアッシリアが並列することになり、普遍史の第2期と第3期が重なってしまった。この問題に対する論理的説明は後世に残される課題となった。

#### 第四世界帝国の問題
「ダニエル書」には4番目の世界帝国が滅ぶ時に終末が訪れるとあり、それはギリシア人のマケドニア王朝と明示されている。しかしエウセビオスが生きた2世紀後半から3世紀にはマケドニアは既に滅び、5番目の帝国・ローマ帝国の属州（マケドニア属州）となっていた。この問題に対してもエウセビオスは聖書に「解釈」を加え、メディアとペルシアを纏めて2番目の帝国と解説し、ギリシアは繰り上がり3番目の、そしてローマを4番目の帝国と読み替え対応した。このようにエウセビオスは、第四世界帝国を以下のように読み換えた。
1. 第一帝国＝アッシリア
2. 第二帝国＝メディア・ペルシア
3. 第三帝国＝ギリシア（マケドニア）
4. 第四帝国＝ローマ

この過程で、聖書に記載されたプル王（ティグラト・ピレセル3世）以降のアッシリアと、バビロン捕囚や「ダニエル書」の舞台となったカルデア（新バビロニア）が四世界帝国の座から脱落した。

#### エジプトの古さの問題
カルデアの歴史を上手く消化したエウセビオスだったが、同様に立ちはだかったマネトの『エジプト史』には、対応に苦慮した。マネトは、エジプトの歴代31王朝について統治年数・王の名・首都を詳細に記していた。最後の王朝がアレクサンドロス大王に征服されアレクサンドリアが建設された紀元前331年から統治年数の合計を遡ると、第1王朝の創始は紀元前5268年8ヶ月となり、エウセビオスの創世紀元よりも古くなってしまう。それどころか、人間統治の時代以前には半神や死者の霊が統治する11,000年間、その前には神々が支配した13,900年間があったとしており、普遍史の概念とは大きく食い違っていた。
これに対しエウセビオスは、神々の時代は一月を一年と、半神や死霊の時代は三ヶ月を一年と呼称していたと主張し、計算を経てこの期間を2206年間だったという数値を得た。これを根拠に、エジプトの先王朝統治の記録は大洪水前の時代が曲解されて伝わったものと述べ、エジプト人の始祖は聖書が示す通りミツライムだと定義した。
31王朝の期間については、エウセビオスは、これらには別々の地域に同時期に並存した王朝が含まれているため、見かけ年数が多くなっていると主張し、聖書記述との矛盾は無いと説明した。ただし、『年代記』「カノン」には16王朝以降を順列で記しているのみに留まり、具体的にどの王朝が並存していたのかには触れていない。このエジプト問題は、普遍史にまつわる疑問として後世まで残った。

## アウグスティヌスの普遍史

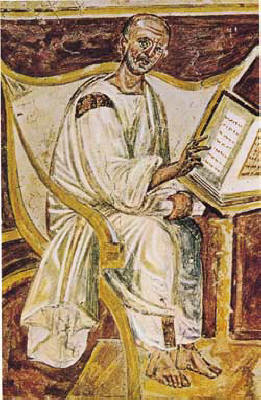
アウグスティヌス。生前の彼の評価には、「アフリカで少々有名な、古典文化をいじる田舎者」という皮肉もあった。

古代的な普遍史は、アウグスティヌス（354年 - 430年）の著作『神の国』にて完成された。彼は、歴史とは原罪を背負い死を免れなくなった人類が、神の導きに従いつつ正しい発展を遂げ、改めて永遠の平和が実現した「神の国」に生きるまでの道筋という意味づけを行った。これは「救済史観」と呼ばれる。
この救済史観についてアウグスティヌスは、アベルとその子孫に始まる神の愛に基づく「神の国」と、弟を殺したカインに始まる欲や傲慢などに支配される自己愛に基づく「地上の国」の二つの原理が混在しせめぎ合いながら過去の歴史は刻まれたという論を展開した。そして段階を踏みながら人類は発展し、最終的に救済がもたらされると説明した。この発展段階は、神が6日で天地を創造した聖書記述になぞらえた6期の発展段階が置かれ、7期目が安息の期、そして第8期には永遠なる「神の国」成就を当てた。
| 区分  | 期          | 始まりの出来事 |             | 終わりの出来事 | 天地創造    |
| ----- | ----------- | -------------- | ----------- | -------------- | ----------- |
| 第1期 | 幼年期      | アダム生誕     | －          | 大洪水         | 1日目       |
| 第2期 | 少年期      | 大洪水         | －          | アブラハム     | 2日目       |
| 第3期 | 成年期      | アブラハム     | －          | ダビデ         | 3日目       |
| 第4期 | 成年期      | ダビデ         | －          | バビロン捕囚   | 4日目       |
| 第5期 | 成年期      | バビロン捕囚   | －          | キリスト生誕   | 5日目       |
| 第6期 | 老年期      | キリスト生誕   | －          | 最後の審判     | 6日目       |
| 第7期 | 安息日      | 安息日         | 安息日      | 安息日         | 7日目       |
| 第8期 | 永遠の第8日 | 永遠の第8日    | 永遠の第8日 | 永遠の第8日    | 永遠の第8日 |

このような時代的骨格を据え、アウグスティヌスは諸民族の歴史を聖書記述の枠組みの中に嵌め込み、普遍史体系を成立させた。その考えはエウセビオスの思想を継承している。大洪水以前は巨人も存在する世界だったが彼らは滅び、その後各民族に連なる歴史が始まった。ギリシア史はシュキオン王から始まり、プロメーテウスやヘーラクレースなど神話上の存在までが実在した人物として描かれている。

### 諸問題に対する見解
アウグスティヌスは、「神の国」の発展と並行する「地上の国」の歴史も叙述し、ふたつの国を相関させることで、普遍史を体系化した。彼は基本的にエウセビオスの四世界帝国論を踏襲しつつ、第一帝国アッシリアと第四帝国ローマをことさら重視する論を展開した。歴史の段階がアブラハムの登場によって成年期に進んだ時と同じく「地上の国」もアッシリアが成立し、キリスト生誕によって老年期に至った時もアウグストゥスによるローマ帝国が建国される。これら出来事の同時発生こそが、神の計画を証明すると主張した。第二・第三帝国についてアウグスティヌスは、それぞれメディアを含めたペルシアと、マケドニアを充てているが、これらは重視するふたつの帝国の仲立ちをした、付加物のようなものと述べている（18章-2）。このようにアウグスティヌスはエウセビオスと同様に聖書の記述内容を読み替えてカルデア（新バビロニア）を無視する解釈を行った。
エジプトの古さの問題についても、アウグスティヌスは明瞭な回答を用意していない。しかし、エウセビオスの『年代記』「カノン」において普遍史の枠内に収められていたギリシア神話に登場するアルゴス王イーナコスの娘イーオーがエジプトに渡り、神イシスとなったという記述を持ち出して、エジプト神話が実際は新しい時代の人物を神格化したものだと主張して、普遍史との整合性を持たせた。

### 古代的普遍史の完成
ローマ時代の教父たちは、当時としては成立から日が浅いキリスト教を擁護し権威づけする運動の中で普遍史を組み上げ、アウグスティヌスによって古代的普遍史が完成した。これらは四世界帝国論のように聖書の記述を読み換えたり、場合によっては意図的に無視することもあった。しかし、この作業によって聖書が人類史を包括した普遍的かつ連続的な書であり、それを背景にキリスト教の正当性を権威づけるのに成功した。そして同時に、旧約聖書においてユダヤ教が伝えてきた神の教えを、イエスの誕生によってその担い手が教会へ移行したという説得性を持たせた。
そして、普遍史は過去の時間概念についての転換をもたらした。循環的（円環的）時間概念に対し、普遍史は天地創造から最後の審判までの一度きりの歴史として提示された。創世紀元であれアリストテレスの発展段階であれ、それは終末に向けた、繰り返されることは無い神の計画を表していた。
さらに、この歴史観には明確な始点と終点があり、その間の期間は有限である。キリスト教徒にとって時間の終点に当たる終末は待ち望む救済の瞬間であったため、この期間が具体的に何年なのか、あと何年で終末が訪れるのか答えが求められた。紀元前70年から140年頃に執筆された使徒教父文書のひとつ「バルナバの手紙」は、この期間を6000年間と置いている。手紙は、詩編『神の人モーセの祈り』にある「主の一日は千年のよう」（詩編90-4）という文言を基礎に、創世記にて神が6日で世界を創ったという記述と合わせることで、神の計画は6000年間をもって完成すると論じた。古代普遍史成立の時期、聖書年代学は「七十人訳聖書」が参考とされることが多く、アフリカヌスはイエス誕生を創世紀元5500年、エウセビオスやヒエロニムスは5199年と置いていたため、彼らの解釈によれば終末は目前であった。アウグスティヌスは終末の時期について言及を避けているが、それでも彼の時代を第6期に置き、終末を強く意識している。

### 普遍史の世界観
普遍史は本来宇宙論までを含むものだが、実際にはローマ帝国の遠征や貿易などを通じて認識される範疇にとどまり、『神の国』でも「（世界は）アジア、ヨーロッパ、アフリカがすべて」（16章-17）と述べられている。対蹠人と呼ばれる地球の反対側にいる人間については「いかなる根拠もない」（16章-9）と述べているが、『神の国』中には積極的に地球球体説を肯定する記述もなければ否定する記述もなく、さらに地球平面説に対する言及もないのでアウグスティヌスが世界の形状に関していかなる見解をとっていたかは『神の国』からは不明である。地球平面説#初期のキリスト教会も参照。
その一方で、ギリシア人やローマ人が信じていた伝説の怪物的人間を普遍史は取り込んだ。アウグスティヌスはこのような異型の人類を『神の国』16章-8で「奇怪な人間の起源について」という題で扱い、一本足の人類や、無頭人、またはふたなりなどを例に出しつつ、それらが「理性的で死すべき動物」である限り、彼らもまたアダムの子孫だと述べている。普遍史には、古代から受け継がれて来たこのような怪物の伝説が入り込み、「化物世界誌」という概念が中世ヨーロッパまで引き継がれていった。

### 成立の背景
アウグスティヌスの生きた時代は、ゲルマン民族の大移動やローマ帝国の東西分裂などが起こっていた。特に410年に起こった西ゴート族王アラリック1世による首都陥落はたいへんな衝撃を与えていた。このような災厄が発生するに及び、テオドシウス1世が国教としたキリスト教に対する疑念が起こっていた。アウグスティヌスは、キリスト教が約束するものはローマ宗教の特徴でもあった現世での見返りではなく「救済」による永遠の至福だという説明に理論づけを試みた。また、教会内部でも「異端」問題で揺れ動く中、包括的な教義の解釈が求められ、『神の国』はそれに対する答えでもあった。アウグスティヌスの取り組みは成功し、彼の古代的普遍史は少々の解釈が加わりながらも中世末期まで引き継がれた。

## オットーの普遍史

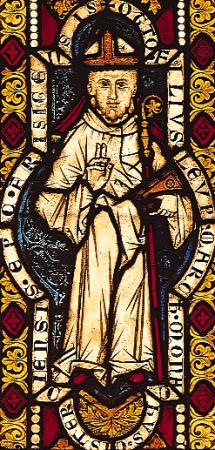
オットー・フォン・フライジング

中世の時代に、最初に普遍史を再構築した人物がオットー・フォン・フライジング（1114年 - 1158年）だった。ドイツのフライジングに置かれた司教座聖堂で司教を務めるまでになった彼は、ハインリヒ5世の甥にしてフリードリヒ1世の叔父という、皇帝と非常に近い血筋であった。彼は、古代普遍史を基本的に引き継ぎながら、著作『年代記』にてアウグスティヌス以降の時代を説明した。
第四の世界帝国・ローマ帝国は既に滅んでいた。東ローマ帝国（ビザンティン帝国）は存続していたが、このローマの分裂を普遍史観で解明することにオットーは挑んだ。彼は、世界帝国の主権は一時的にギリシア人のビザンティン帝国が継承したものの800年にカール大帝が戴冠を受け「ローマ皇帝」となってからはフランク人がこれを引き継ぎ、さらに神聖ローマ帝国が後を受ける形で、「第四世界帝国」そのものは崩壊を迎えず現存していると主張した。このようにオットーは「ローマ帝国」を拡張させて普遍史を弁護した。

### 楕円ヨーロッパ
さらに、本来「地上の国」である帝国がキリスト教を国教としている事実についても新たな解釈を加えた。「神の国」を担う母体である「教会」と、対立する「地上の国」＝「帝国」という二極状態を第一期と定め、これはコンスタンティウス・クロルスまでのローマ帝国とした。そして、キリスト教を公認したコンスタンティヌス1世以降を第二期とし、二つが混ざり合ったひとつの「国」（第5巻序文）の時代に入り、教会は僧侶的な役割と君主的な役割の二つを持つ「混合状態の教会」という歴史段階に至ったという論（第7巻序文）を展開した。つまり、皇帝と教皇が神に与えられたそれぞれの使命を分担して担うようになったと主張した。この状態を、ふたつの焦点を持つ楕円に例え「楕円ヨーロッパ」という。
オットーは、楕円ヨーロッパの発展段階についても言及した。最初の段階はコンスタンティヌス1世から、カトリックに改宗したフランク王国初代国王のクローヴィス1世までの期間で、この時期にテオドシウス1世のキリスト教国教化など楕円ヨーロッパの原型が作られた。次の段階はクロヴィス1世以降ハインリヒ3世までの期間であり、この間一時的に皇帝権は東ローマにあったがカール大帝の下に戻され、楕円ヨーロッパが完成した。以後は教会と国家が協調し合い、世界の平穏が実現した。
しかし、ハインリヒ4世とグレゴリウス7世との間に叙任権闘争が起こると、平和な楕円ヨーロッパ体制が崩壊したとオットーは分析した。そしてこの出来事を「ダニエル書」第2章の記述に当てはめ、「石」が象徴する教会が「帝国」を仮託した巨像の足に当たる現象が叙任権闘争の勃発を指し、事態収拾のために結ばれたヴォルムス協約が、教会が巨大な山となった事を示すと述べた（第7巻-16）。
このようにオットーは、第四帝国を神聖ローマ帝国まで続く皇帝権の継承という形で普遍史の正当性を理論づけながら、叙任権闘争が「ダニエル書」預言の成就を意味するとして、終末が極めて近いという判断を下した。しかし彼の晩年、フリードリヒ1世が皇帝の権威回復を成し遂げた事を受け、最後の著作『皇帝フリードリッヒ伝』にて再び教会と帝国の協調関係が成り立ち、終末は延期されたと述べた。彼の楕円ヨーロッパ論は、後世の帝国・教会両方における支配権の理論的支柱という役割を担った。

## 中世の世界地理概念
オットーの普遍史は従来と同様に世界のすべてを対象としていたが、その視野範囲も従来どおりアジア・アフリカ・ヨーロッパの三大陸であり、インドが世界の果てという感覚も同様だった（第2巻-25）。またアウグスティヌスの「化物世界誌」も引継ぎ、怪物や化物の存在を記述しつつ、彼らもまた「理性的で死すべき生物」ならばアダムの子孫であると定めた。

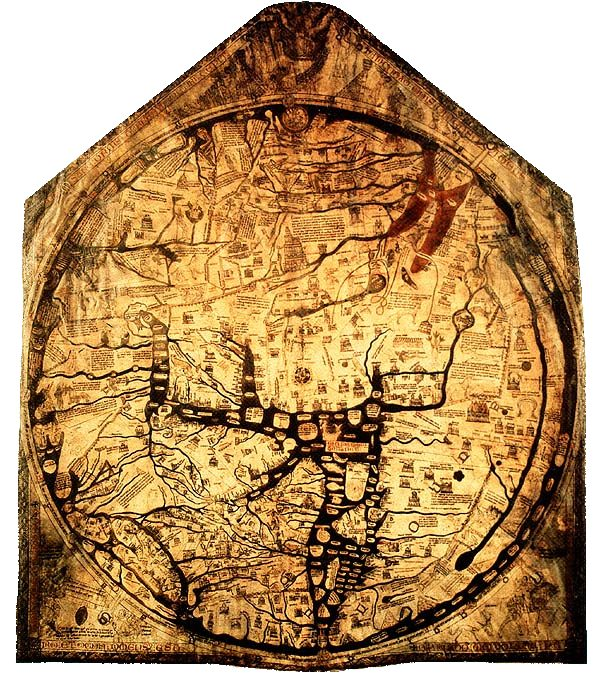
普遍史を図像化したヘレフォード図

### TO図
このような地理や生物分布の観念は、当時作成された地図にも反映した。最も単純なものはTO図と呼ばれ、東を上方に置き、「O」の字型の大海オーケアノスに囲まれた大陸が、「T」の字型で表されたタナトス川（ドン川）・ナイル川・地中海の3水域で直線的に3つに分けられている。これは古代のギリシアやローマの世界観を引き継いだものだが、これに聖書記述が加えられている。中央には「創世記」第5章-5に習って聖地エルサレムがあり、第2章-8の記述に則り陸地の最上部にはエデンの園がある。

### マッパ・ムンディ
13世紀頃には、中世ヨーロッパの地理・歴史観を反映したマッパ・ムンディが複数作成された。その代表のひとつヘレフォード図は1.65×1.34m大の祭壇画であり、地図としての空間的要素の描写以外にも、普遍史に基づく歴史的要素や、特にアジアやアフリカの遠方には「化物世界誌」を反映した数多い怪物や異形の人類などが描かれている。そして、円形の地図の外枠上部には、イエスの姿を中心に置いた最後の審判が描かれており、ヘレフォード図はそれ自体が図像化された普遍史そのものと言えた。

### 化物世界誌

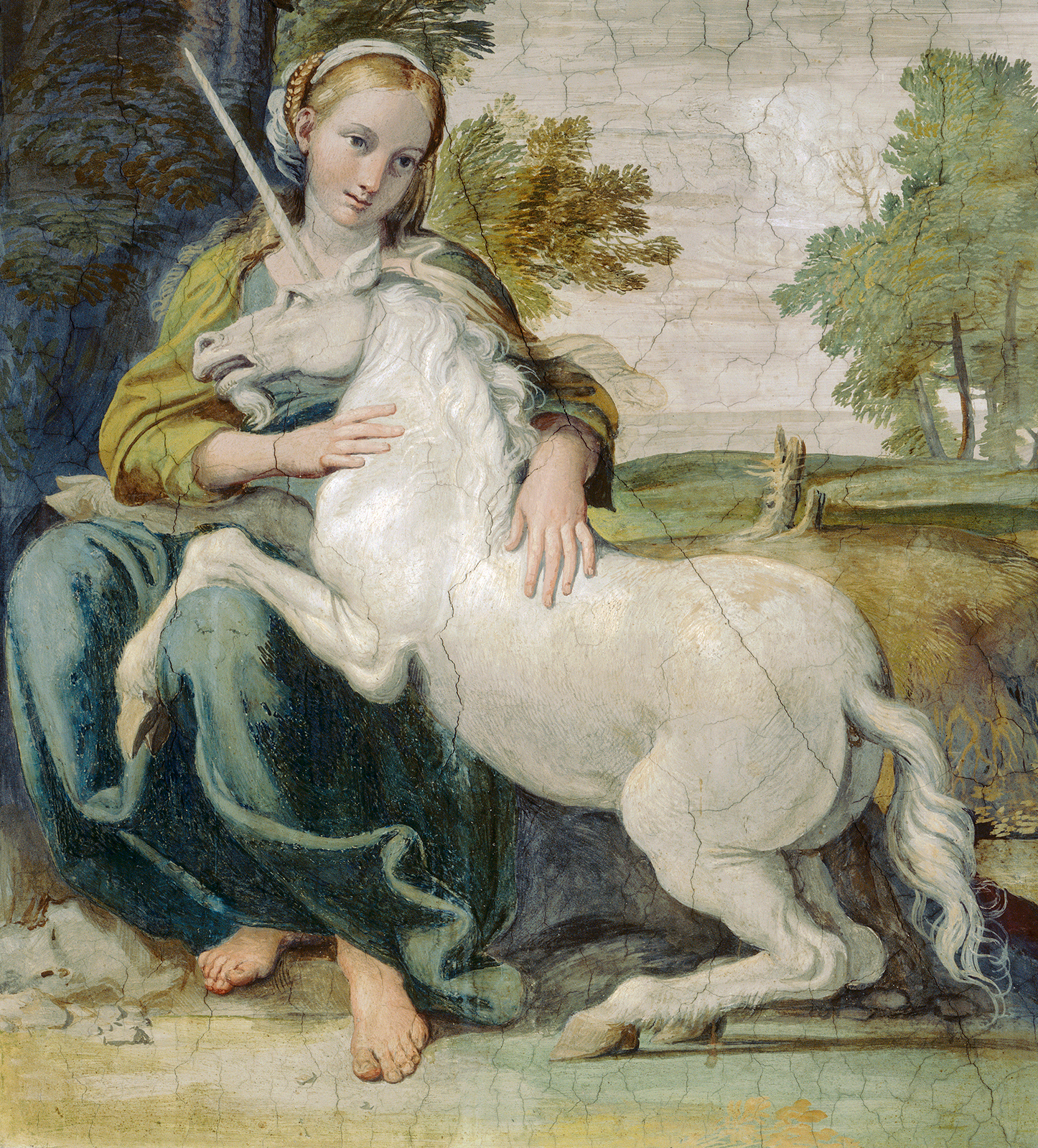
ドメニキーノ画。スマトラ島で見た一角獣についてマルコ・ポーロは「ユニコーンとは似ても似つかぬもの」(6-183)と語り、伝説の真実を暴露した。彼が見た動物はサイだったと推測される。

このように、中世の普遍史に入り込んだ「化物世界誌」は、その源流をセビリャのイシドールスが7世紀に著した『語源論』（『語源』(en)）に求めることができる。一種の百科事典と言えるこの著作は、第20巻で世界の地誌・民族誌を記している。イシドールスは、クテシアスやメガステネス、ヘロドトス、プリニウス、ガイウス・ユリウス・ソリヌスらの著述を参考にこれを纏めているが、当時はこのような先人の知識は教会が独占していたため、『語源論』第20巻は絶対的な典拠とみなされ、その影響は13世紀ごろまで続いた。この背景には、当時の西ヨーロッパがイスラム帝国の支配下にあり、イベリア半島の後ウマイヤ朝やアフリカのファーティマ朝などによってヨーロッパのキリスト教国家は封じ込められた状態にあり、アジアやアフリカの新情報を入手できなかったことがある。そのために、遠隔地の認識は古代ギリシアやローマの情報に頼らざるを得なかった。
これも、13世紀以降に東西交流が盛んになったことで、実際にアジアを訪れた人物から新たな知識がヨーロッパにもたらされ始めた。その代表例がアジアを広く旅したマルコ・ポーロであり、1299年頃の著作『東方見聞録』は写本が130点以上現存していることから広く読まれたと推測される。『東方見聞録』そのものがマルコ・ポーロの見聞にどこまで忠実かには疑念も挟まれているが、その著述は、例えばサラマンダーが実は鉱物（石綿）であった（2-64）など、部分的であれ「化物世界誌」観に風穴をあける内容を含んでいた。
しかし、彼の著作も「化物世界誌」を根底から覆すには至らなかった。14世紀に入ると百年戦争の勃発や黒死病蔓延などでヨーロッパは疲弊し、またオスマン帝国勃興もあり、またも東方の情報は入りづらくなった。1362年にフランス語で書かれ印刷技術を用いて出版されたジョン・マンデヴィルの『東方旅行記』は、ラテン語翻訳を皮切りにヨーロッパのほぼ全言語に訳されつつ18世紀まで版を重ねた著名な本だが、その内容には『東方見聞録』などを参照した事実もあるが、「エチオピアにいる大きな一本足の人類」（17章）や「アンダマン諸島の一つ目巨人や胸に眼と口がある無頭人、または大きな唇で顔を覆って眠る人類」など(22章)、明らかに「化物世界誌」を引き継いだ内容が見られた。
マルコ・ポーロら東洋との接触者がもたらした新知識は、カタロニア図のような従来のTO図形式に依らない世界地図が作られるなど一定の意識改革をヨーロッパにもたらしたが、旧来の「化物世界誌」も根強く残り、例えば18世紀のカール・フォン・リンネ著『自然の体系』にさえ、その痕跡が窺えた。

## ルネサンスが普遍史に及ぼした影響

### マキャヴェッリが説く自由意志
14-16世紀に興ったルネサンスは、膠着した思想や文化に変革をもたらす運動だった。その時代に活躍した一人、ニッコロ・マキャヴェッリは世界史についての叙述を残していない。しかし、彼は『君主論』で政治論を展開する中、普遍史の根本概念である神の意思に対抗する人間の自由意志について述べた。後年にマキャヴェリズムとして彼の思想は「目的達成のためには手段を選ばない」と解釈されているが、マキャヴェッリが説いた本質は、旧来の宗教的または伝統的な観念や道徳とは異なる国家という社会単位を軸に君主は行動せねばならず、よもや甘んじて「運命や神などに支配される」場合ではなく（第25章）、人間は自由意志を持って能動的に行動する能力である「力量」(virtù) を発揮し、宗教から離れた独自の論理を働かさねばならないと主張したものだった。
マキャヴェッリは『フィレンツェ史』で局地的な歴史記述を残している。しかしその内容は、ローマ植民地に始まるフィレンツェの歴史を、市民と貴族の抗争や周辺諸国との関係または教皇派と皇帝派の対立などあくまで政治面を徹頭徹尾記述し、人間の自由意志が展開する様子を解説している。そこには宗教観が入り込む余地は無く、ルネサンス期に生まれた普遍史的世界観を揺るがす思想の萌芽を読み取ることが出来る。

### 古典古代の復興
ルネサンスの特徴のひとつに、古典古代の復興がある。数々の古典が再評価され、新たに翻訳される書物も多かった。この運動は聖書にもおよび、原典回帰の解釈が行われた。シュマルカルデン同盟で外交交渉を担当した歴史家ヨハネス・スレイダヌス（1506年? - 1556年）は、プロテスタントの普遍史解釈を代表する『四世界帝国論』（1556年）を執筆した。基本的に従来の普遍史を踏襲してはいるが、同書の年代はヘブライ語版聖書に基づいて記述されている。この点を以ってしてもスレイダヌスそしてプロテスタントが中世的カトリックに批判的立場を取っていたことを示す。
また、四世界帝国の解釈についても、ヒエロニムス以来の伝統を覆した。具体的には、聖書記述にありながら古代以来の普遍史では意図的に外されていたカルデアに第一帝国の地位を与えた。そして、アッシリアを古代ローマで認識されていたニヌス王やセミラミスに始まる伝説の国「旧アッシリア」と、聖書記述にあるプル王以後の国「新アッシリア」の二つに分けて解説し、聖書「ダニエル書」との整合性を持たせた。ただし第二帝国以後について、スレイダヌスはオットーの『年代記』を引き継ぎ、ローマについても神聖ローマ帝国まで皇帝権が継承されているとした。彼自身は宗教弾圧を加えたカトリック教会やカール5世を批判する立場にいたが、ダニエル書に則り第五の帝国は生まれ得ないという原理から、皇帝や教会を否定することはできなかった。
プロテスタントの立場から普遍史を纏める作業は、マルティン・ルターの片腕、フィリップ・メランヒトン（1497年 - 1560年）が『カリオン年代記』（1532年）で行った。その特徴は、天地創造からイエス誕生までの期間を大幅に短縮し、また『四世界帝国論』同様に聖書中心主義を貫き世界帝国をカルデアから始めた点にある。ただしそれは、カルデアの解釈を拡大し、アッシリアをその中に含むことで対応したものである。これらの点を除けばメランヒトンは古典的普遍史を継承したものだったが、彼は宗教改革の時代にドイツの各大学へ歴史学講義を設置するよう指導し、『カリオン年代記』もそこでの教科書として執筆していた。彼は、歴史学を大学学問に加える大役を果たしたが、それはプロテスタント的といえど普遍史の枠組みに基づいていた。

### 聖書研究
プロテスタントは万人司祭主義と聖書中心主義いう思想を貫いた。そのため、過去は教父や教会が独占していた聖書解釈について、教徒たちが直に向き合いながら神の真実の言葉を決定する必要が生じた。歴史学者であるスレイダヌスが聖書についての著作を残したのもこの例に当たる。こうして聖書研究が始まったのだが、これは普遍史に大きな危機をもたらすことになった。
聖書研究が進む過程で、大きく3種類が存在する翻訳版やさまざまな異本をどのように解釈するかが問題視された。それまでは、ラテン語で書かれたヴルガータの大洪水などの年代がヘブライ語版から取られつつ、殉教者録は七十人訳聖書からなどと一貫しない状態にあったが、教会が指導力を持つ間は問題にならなかった。しかし宗教改革を経た時代には、大きな論点となった。また、プロテスタント側も原典とみなしたヘブライ語版を各国語に翻訳するに当たって、何種類も存在する聖書を比較検討する必要に迫られた。このような経緯から、聖書に対する批判的・科学的研究が施され、それもおおやけの場で議論が交わされるようにまでなった。
特に「モーセ五書」については、その記述のぶれや執筆時期のばらつきを思わせる表現などから複数の執筆者が手掛けた可能性を指摘され、トマス・ホッブス（『リヴァイアサン』第3部33章）やバールーフ・デ・スピノザ（『神学・政治論』下巻）らが批判を展開した。これらに対しカトリック側から反論を試みたのが、司祭リシャール・シモン（1638年 - 1712年）(en)の『旧約聖書の批判的歴史』だった。彼は預言者とは書記であるという独自の論を主張した。ここで言う書記とは、ユダヤ人の歴史を記録し、編集や保管を担った複数の人々を指した。「モーセ五書」で指摘された問題は、この書記による歴史記述として聖書を見れば不自然ではないと、徹底的な論証を沿えて主張した。そして、他民族の歴史が断片的にしか記載されていないことへの疑問も、基本的にユダヤ史に関連する出来事中心に残されるため、それらが体系的に記述されないのは当然という態度を示した。これらを根拠に、シモンは教会の教義や伝承を重視すべきという主張を行った。
このシモンの主張は、プロテスタントの聖書中心主義を批判し破壊することを目的としていた。ところがこれは、カトリック側をも同時に攻撃するものになってしまった。そのため教会は即座に同書を発売禁止とし、所属していたオラトリオ会は彼を除名した。しかしシモン自身は信念を揺るがさず、オランダ語での出版や新たな新約聖書の批判的研究などを次々と発表した。彼の行動は、解釈こそ加えながらも基本的に聖書記述に拠って構築されて来た普遍史の、その根本を揺るがすものだった。そして、聖書そのものを研究対象とする文献批判という手段が、普遍史に対する新たな問題として突きつけられることになった。

## 新大陸発見の衝撃
15世紀、大航海時代を迎えたヨーロッパ人は新航路を発見するため東や西を目指した。大西洋を横断しアジアを目指したクリストファー・コロンブスは1492年に到達した地を「インディアス」すなわちアジアの一部と生涯信じていた。しかしアメリゴ・ヴェスプッチが南進した第三回航海（1501年 - 1502年）で南緯50度付近の、後にマゼラン海峡と名づけられる地の近くまで陸地が続いていることを発見し、この地が南緯35度以北にあるはずのアジア・アフリカ・ヨーロッパ大陸のいずれにも当てはまらない新大陸であることを確認した。

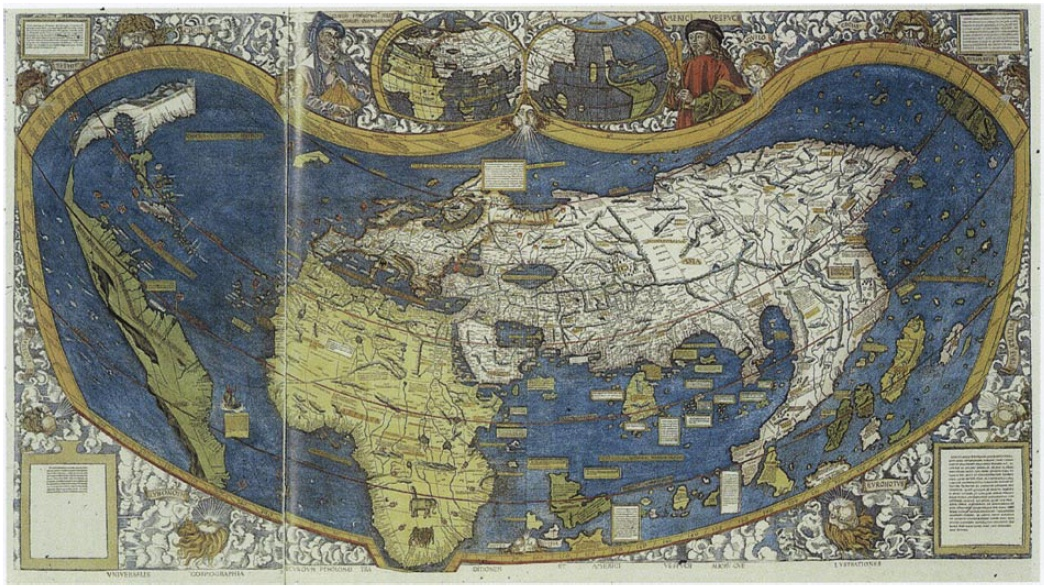
マルティン・ヴァルトゼーミュラーの世界地図。『世界地理入門』に付録された1.36m×2.43mの地図。後にこれは「新世界の洗礼証明書」と呼ばれた

### 発見と報告
新大陸に自分の名を冠されなかったコロンブスだが、彼は驚きの報告をもたらした。キューバ、ハイチなどを探検したコロンブスは、当時のヨーロッパ人が持つ「化物世界誌」のイメージにある怪物など一度も見なかった事、そしてその代わり「人間」（インディアン）を発見した事を述べている。彼以後のコンキスタドールたちも化物を探し、総督ディエゴ・ベラスケス・デ・クエリャルがエルナン・コルテスに幅広い耳を持つ人間や犬頭の人間、また伝説のアマゾンを探すよう命じた書簡が残っているが、代わりに発見されたのがテノチティトランだった。
アメリゴ・ヴェスプッチの報告はさらに衝撃的だった。1503年頃までに書かれた彼の書簡では、彼らが行き当たった大地を指して「第四の部分」「新大陸(mundus novus)」と明瞭に示唆されている。この報告を受け、マルティン・ヴァルトゼーミュラーはアメリカという表記を伴う新大陸を含んだ世界地図を初めて製作した。

### アメリカ先住民は人間か

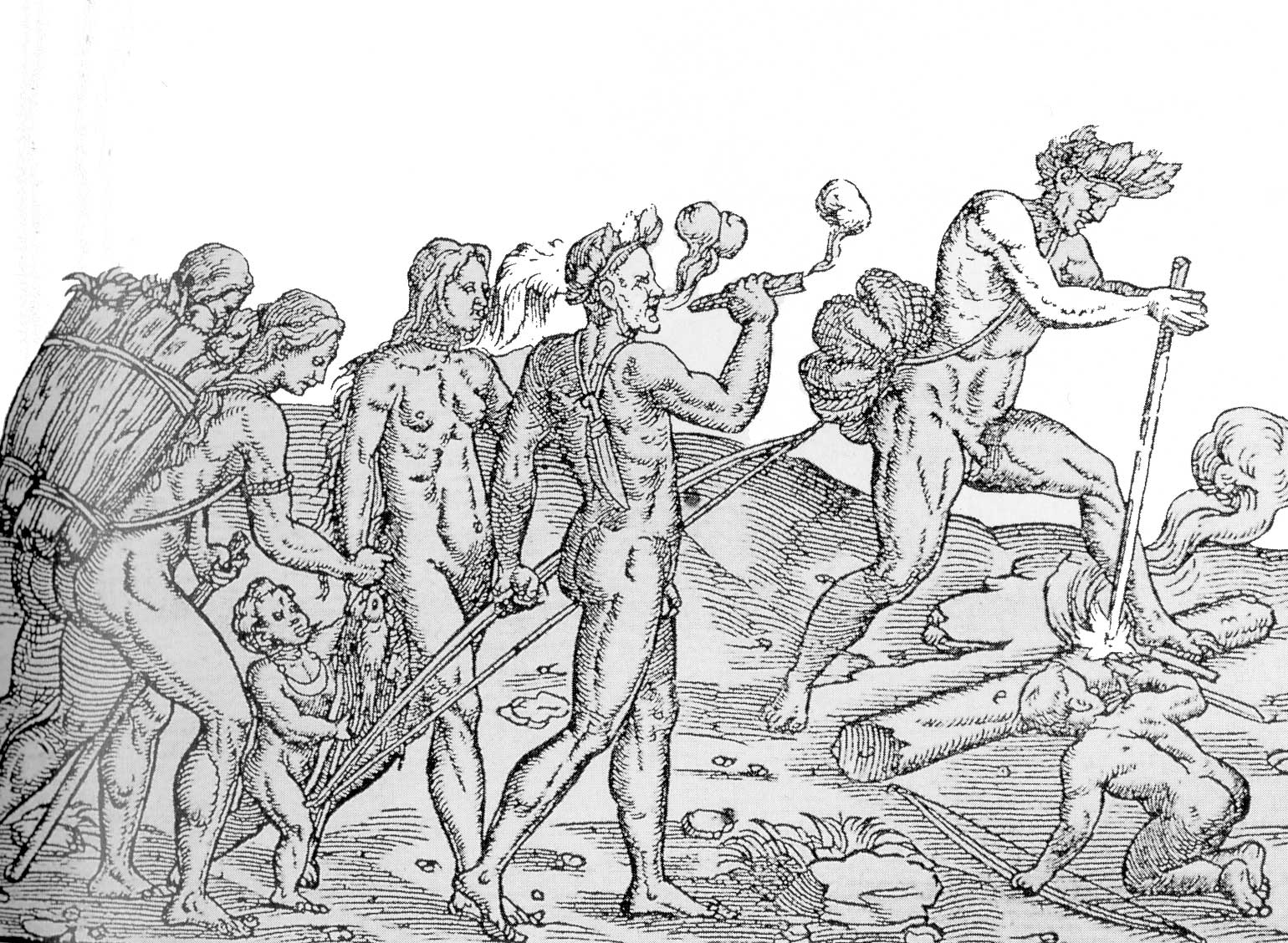
キューバのインディオ（1558年）。聖書に描かれていない地に生きる彼らは何者なのかについて激しい議論が続いた。

普遍史こそ真理と考えていた中世ヨーロッパ人にとって、この新大陸とそこに生きる人類は、彼らの世界観を根底から揺るがした。現実の存在を無視することは叶わず、地理学者のゲラルドゥス・メルカトルも「新インド（アメリカ）とアジアは異なる大陸」という言葉を沿え、1569年に初のメルカトル図法による世界地図を作成した。
では、このアメリカ大陸とそこに住む人類（アメリカ先住民、インディオ、インディアン）は何者なのか。アウグスティヌスは人間を「理性的で死すべき動物」と定義しているが、ここで言う理性とはキリスト教を受容するだけの資質を持つか否かであった。1537年には教皇パウルス3世から「インディアンは人間であり、カトリックを理解でき、それを熱望している」という教書が宣言されたが、多くの議論が行われた。
1550年には、スペインのバリャドリッドでアメリカ先住民が人間的諸権利を持つか否かについて公開論争（バリャドリッド論戦）が行われた。『インディアス史』を著し、先住民の保護法制定に熱心だったバルトロメ・デ・ラス・カサスは権利肯定の立場で論戦に加わった。一方で否定派に立ったのはアリストテレス学の権威ファン・ヒネス・デ・セプルベダだった。ここでセプルベダの理論に注目すると、彼はアリストテレスの『政治学』にある「先天的奴隷説」を根拠に先住民を「理性を持たない野蛮人」と言及し、エンコミエンダ制の擁護を主張した。そこには現地人を労働力として奴隷化したいという政治的な意図もあったが、遠隔な地には異形の妖怪的人間が住みという「化物世界誌」に代表される普遍史的世界観も影響したと考えられる。
この問題は16世紀末まで引きずられたが、1580年にミシェル・ド・モンテーニュが著した『エセー』（『随想録』）の中にひとつの回答を見ることができる。彼は「新大陸の国民に野蛮なものは何も無く、完全な宗教と政治、そして十全な習慣がある」と述べている。当時のヨーロッパが、アメリカ大陸の先住民を人間と認めた事を意味するこの見解は、同時にヨーロッパ中心であった普遍史の世界観を転換し、地球規模で見ると自らが認識していた世界が単なる相対的な一地域であるという現実に突き当たったことを示している。

### アメリカ先住民の起源は
普遍史によれば、すべての人類の起源は大洪水を経てノアと3人の息子に遡ることが出来るはずである。では、アメリカ先住民が人間だとすれば、彼らの起源はこの3人の誰なのかという疑問が人間的権利論と同様に沸き起こった。この問題が最も古く文献に残された例は、1535年にスペインの歴史家ゴンサーロ・フェルナンデス・デ・オビエードが著した『新大陸自然一般史』に見られ、彼は二つの説を並立して述べている。一つは紀元前1658年頃に古イスパニア人が大西洋の西に発見した島に当時の王名からエスペリデス諸島と名づけた故事を由来とする「古イスパニア人説」、もう一つはカルタゴ人がアトランティスの西に発見した島に移住したという「カルタゴ人説」である。オビエードは、この二つの民族が段階的に移住した先がアメリカ大陸だと考えた。
バリャドリッド論戦以降、先住民起源について様々な説が盛んに提示された。ひとつのグループはオビエード同様伝説・伝承に基づくもので、ラス・カサスの「東インド起源説」、プラトンの説を由来とする「アトランティス生き残り説」、ホメーロスの詩にあるギリシア神話の英雄オデュッセウス漂流時の子孫とする「ギリシア人起源説」などがあった。
聖書記述から起源を説明しようという試みもあった。「イスラエル起源説」は、シャルマナサルによってイスラエル王国が滅亡した際に連行された10の部族（「列王記」下17-6）の末裔というもので、聖書の正典から除外されている「エズラ第二書」で彼らは信仰と律法を守るために東へ旅立ち1年半後に「アザレス」という地に至ったとある（第13章）。このアザレスが新大陸と考え、同書にある終末にこのアザレスの人々が再び現れ最後の審判を受けるという下りから、アメリカ先住民の発見は終末が近いと考える人もいた。「オフィル起源説」は、ハムの子孫ヨクタンとその孫オフィル（「創世記」10-29）が、それぞれユカタン半島とペルーの原住民だという説で、その根拠は発音が似ているというものであった。
これらヨーロッパの伝説や聖書にアメリカ先住民の起源を求めようとする解釈は、彼らを既知の民族と強引にでも結び付け、聖書の「民族表」に源流を見出そうとした考えに発していた。その本質は、新大陸の住民を普遍史の中になんとか組み込もうという試みでもあった。

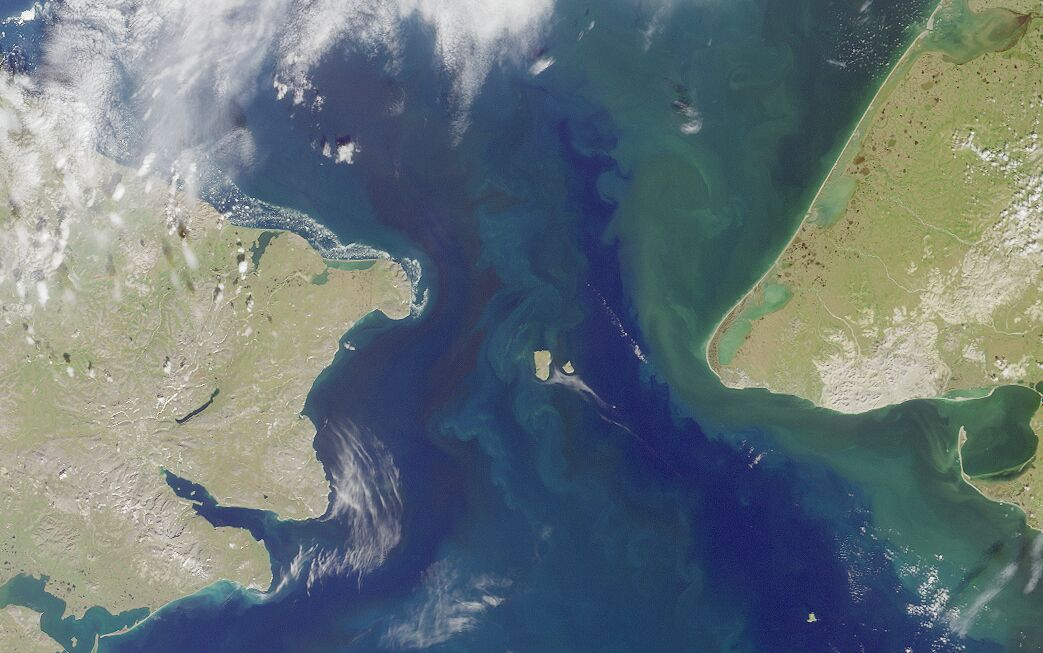
ベーリング海峡が発見されるのは1648年。『新大陸自然文化史』は50年以上前に海峡の存在を予言していた事になる。

### アジア起源説
そのような中、イエズス会宣教師のホセ・デ・アコスタ（1540年 - 1600年）は革新的な方法で新たな説を打ち立て、1590年に『新大陸自然文化史』を発表した。彼自身はあくまで普遍史を正しいものとみなし、すべての生き物はノアの方舟に遡ると考えていた（第1巻20章）が、その視点に立ってペルーを中心に南アメリカの動物相に着目すると、アジアとの共通点が多数見受けられることに気づいた。アコスタは、新大陸には既知の大陸のいずれかと繋がっているかもしくは近接した場所があり、そこを通って動物や人類が移動したものと考えた（第1巻24章）。伝説や聖書記述のみを盲信しない科学的な立論はヨーロッパで広く認められ、アメリカ先住民族はアジア人の末裔という評価が定まった。
新大陸の発見は、地球には実は四大陸があり、そのどれに住む人間も化物的ではないどころか独自の文化を持つ集団だということを明らかにし、世界はヨーロッパ中心ではないことを知らしめた。これは普遍史の基礎を大きく揺るがすもので、存亡の危機が迫った。しかし、アコスタの説によって普遍史はかろうじて矜持を保った。さらにモンテーニュは『エセー』において新大陸を「新しく、子供の世界」（3-6）と評したように、ヨーロッパは自らを先進的な「大人」の立場にあると考えることで優越さを維持した。こうして普遍史は生き残りに成功した。

## 中国の古さの問題

### 驚きの歴代王朝史
一方で、東洋を目指した人々からも、普遍史を危機に陥れる情報がもたらされた。13世紀にマルコ・ポーロが『東方見聞録』で伝えた中国は「富と繁栄」という漠然としたイメージを残しただけであり、大航海時代に入っても当初は短期間滞在した人物の旅行記が報告される程度だった。しかし、イエズス会のフランシスコ・ザビエルが中国布教の重要性を説き、宣教師らが向かい始めた。アウグスティノ派の宣教師フアン・ゴンサーレス・デ・メンドーサは中国布教の命を受け、明の皇帝に宛てたフェリペ2世の親書を携え、アメリカ大陸経由で中国を目指した。ところが1581年、中継地のメキシコにてマルティン・デ・ラーダの話を聞き、中国行きを断念した。彼はその判断を下した情報を『中国大王国誌』に纏め、1584年にスペイン語で出版した。
同書第1巻5章の「この国の古さについて」という章は、間接情報ながらもヨーロッパに初めて中国の歴代王朝史を伝えた。メンドーサは、中国は第一代の王ビテイ（禹）に始まり明朝第12代皇帝（万暦帝）まで、歴代の統治者が連綿と続き、おのおのの年数が細かく記録されていることを紹介した。その期間は、合計すると4269年7ヶ月間となる。万暦帝は1573年に即位しており、ここから逆算するとビテイの統治は紀元前2700年代ということになる。この数字は、ヘブライ語訳聖書を基礎とした年代学で求められた大洪水の年代である紀元前2350年頃よりも古い時代に遡ってしまい、中国史と普遍史の間に大きな矛盾が生じる。同書はヨーロッパで広く読まれ、中国の布教活動においてイエズス会宣教師は七十人訳聖書を用いる許可を申請せざるを得なかった。

### マルティニの中国古代史
メンドーサ『中国大王国誌』や同類の書籍は間接的な情報に限られ、また根拠の曖昧さもあって、それ程問題にはならなかった。ところが1658年、マルティノ・マルティニ（1614年 - 1661年）が『中国古代史』を出版すると、大きな論争が巻き起こった。マルティニは中国に渡ったイタリア人のイエズス会士で、多くの中国情報をもたらした。明から清への易姓革命は『韃靼戦争記』（1654年）、中国地図と地誌は『中国新図』（1655年）として出版し、革命後の清朝に17名の宣教師を伴い再び赴いた。彼らの中からは、『大学』『中庸』『論語』のラテン語翻訳や孔子を紹介した『中国の哲人孔子』などを著したフィリップ・クプレや儒教思想を紹介したプロスペロ・イントルチェッタらがいた。
「ヨーロッパで初めて出版された、最も信頼に足る中国史」と評されたマルティニの『中国古代史』は、伏羲を最古の歴史的実在として認め、以下の三皇五帝・夏・殷・周などの諸王朝を事実として紹介した。そして堯の時代に起こった大きな洪水がノアの大洪水だったと定め、その年号を紀元前2349年と計算した。しかしこの考えでは大洪水以前に五人の王が存在したことになってしまう。

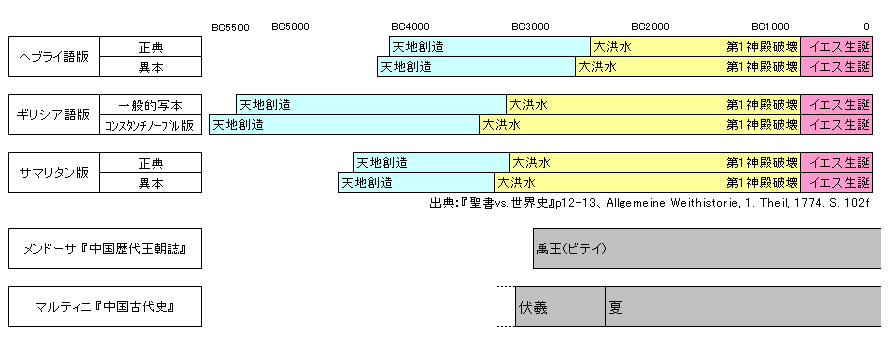
主な聖書の年代表とふたつの中国王朝史の年代比較

マルティニは、中国の伝説に紀元前3000年頃に別の大洪水が起こったという点に着目し、七十人訳聖書を採用しこの洪水をノアの大洪水に当てはめれば問題を回避できることを指摘した。しかし彼はここで考察を止めず、伏羲以前の中国の状況を想像した。君主が生まれるからには社会的人間集団が存在しなければならず、そこに至るには記録されない歴史が刻まれているはずである。そしてマルティニは、古代中国にはノアの大洪水以前に人間が居住していたという結論に至った。
イエズス会は布教において、現地の歴史や習慣を学び取りながら、時に妥協を交えた活動を行った。しかしマルティニの結論は普遍史の否定に繋がるもので、この点からもマルティニは中国文明の支持者となり、圧倒的な中国史の前に傾倒せざるを得なかったものと推測される。そしてこの態度はイエズス会派だけではなく、アウグスティノ派であるメンドーサやラーサの例を始めとして多くの宣教師が、ヨーロッパ諸氏族史のような空想的な部分を含まず、時に天文学的観測結果を伴いもする中国史の正しさを認めた。

### 反響
『中国古代史』はヨーロッパに多くの反応を引き起こした。初期のそれらは大きく三種類に大別できた。一つ目は、完全否定もしくは無視である。ブレーズ・パスカルは『パンセ』にて、「死をかえりみないほどの証人を持つ歴史しか信じない」と述べた。彼の言う証人とは預言者や殉教者らを指し、いわばキリスト教のみを信じると宣言して、中国史を頭から否定した。

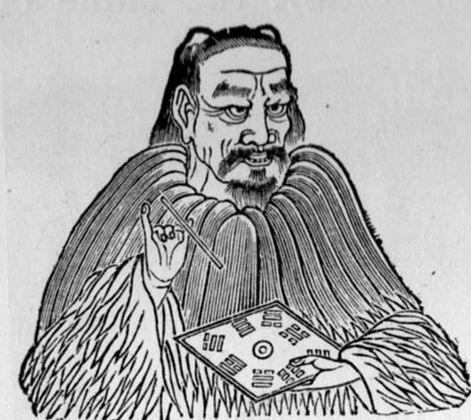
Li Ung Bing画（1914年）の伏羲。二進法の研究者であったライプニッツは、卦の発明者である伏羲を高く評価した。

二つ目は、中国文明に高い評価を下しつつ普遍史との整合性をひとまず考慮しない態度を取った一派である。ゴットフリート・ライプニッツは執筆した『最新中国情報』の序文にて中国のとりわけ実践哲学や道徳性が優れている点を認め、交流の必要性を説いた。また、「0と1の数だけを使用する二進法算術の解説、並びにこの算術の効用と中国古代から伝わる伏羲の図の解読に対するこの算術の貢献について」（1703年）という論文を発表し、中国易の六十四卦は二進法で解読可能な事を論説し、そして八卦を創始した伏羲を絶賛した。ライプニッツは伏羲を4000年以上前の人物と紹介しているが、これはマルティニの『中国古代史』を意識した書き方である。
三つ目は、熱狂的な支持である。「中国狂」とも評されたオランダ在野の歴史家イサーク・フォシウスは1659年に『世界の真の年齢について』という本を著した。そこでは、マルティニやライプニッツがあえて避けた事柄に直接的に言及した。それは、中国の歴史は明らかにヘブライ語版聖書の大洪水よりも過去に遡る。また、中国には世界中を覆うような大洪水を示す伝承が無い。これらの点からフォシウスは、聖書年代学は七十人訳聖書を基準とすべきであると主張しつつ、実際のところ聖書記述はユダヤ史という局地的な歴史でしかないと論じた。これはマルティニの報告が内包していた、中国史が持つ普遍史を破壊する力をあからさまに示した最初の試論となった。

### ホルンの解決策
このような中国史を巡る論争に対し、オランダのライデン大学歴史学教授のゲオルク・ホルンは、ひとつの解決策を1666年執筆の書『ノアの箱舟』で提案した。彼は、アイルランドの司教ジェームズ・アッシャー(en)が纏めた年代学（アッシャーの年表）に基づいて大洪水を紀元前4004年とした。その上で、堯の時代の中国で起こった大洪水を同じ出来事を指す、すなわち創世記と古代中国史が同じ史実を伝えていると考えた。そして聖書の家父長たちと中国神話の王たちは同一人物を指していると解釈した。
| 聖書上の人物 | 中国史の人物 | その根拠                         |
| ------------ | ------------ | -------------------------------- |
| アダム       | 伏羲         | ともに土から生まれたとされている |
| カイン       | 神農         | ともに農業の祖とされる           |
| エノク       | 黄帝         | ともに神によって不死とされた     |
| ノア         | 堯           | ともに洪水の時に生きた           |

ホルンの創世記と古代中国史同一論は多くの追随者を生んだ。イギリスのジョン・ウエップは、ノア＝堯が洪水前に住んだ場所こそ中国であり、バベルの塔崩壊前に話されていた世界共通の言語こそ中国語だったという説を唱えた。ドミニコ会の宣教師ドミンゴ・ナヴァレッティは典礼論争においてイエズス会批判の指導的役割を担ったが、彼自身は中国の古さを認め、伏羲＝ハム＝ゾロアスター説を提唱した。
エジプト研究で有名な司祭アタナシウス・キルヒャーは、漢字とヒエログリフに近似性を見出し、中国人エジプト起源説を唱えた。ただし多くのイエズス会士は堯をセムの子孫と定義して、ヘブライ語版聖書との整合性に腐心する態度を取った。その他にも中国史と聖書の人物相関説は数多く提示され、伏羲＝アダム・神農＝セツ・黄帝＝ノア説（バイアー）、盤古＝ノア説（フールモン）、堯＝ヨクタン(en)説（ランベール）、伏羲＝アダム・神農＝ノア・黄帝＝ハム＝エジプトのセラピス・ベイ説（ブライアン）など、その内容も多様であった。
中国の古さの問題は、中国史に疑念が挟まれるのではなく、聖書側に解釈が加えられ対応が試みられるという点でアッシリアやエジプトのそれと異なる展開を見せた。さらにはヘブライ語版と七十人訳聖書の正当性を主張する根拠に中国史が用いられるなどの逆転現象さえ見られる中、普遍史にとって深刻な難問として突き刺さりつつ、解決を見ぬまま時代が過ぎることとなった。

## ニュートンの普遍史

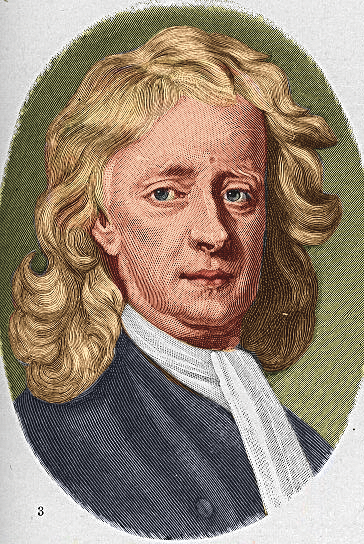
「最後の魔術師」アイザック・ニュートンの肖像

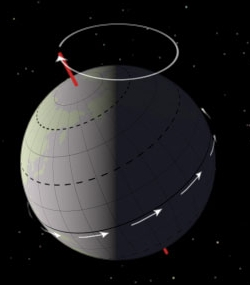
地球の歳差運動。ニュートンによって普遍史解釈に初めて科学的手法が導入された。

数学・物理学などの分野で多大な貢献をもたらしたアイザック・ニュートンは、科学革命の世紀と呼ばれる17世紀を代表する一人である。近代合理主義を確立した彼は、その一方で生涯を通じてキリスト教の研究にも打ち込んだ。彼は、神の摂理を究明することを目的とし、聖書研究も行っている。1690年頃の『ダニエル書とヨハネの黙示録の預言についての研究』と死後の1728年に出版された『改訂古代王国年代学』の二編に、ニュートンは自身の世界史観を纏めているが、その内容は新しい考察を加えながらも普遍史的枠組みを基本としていた。

### 天文学による年代決定
ニュートンは、普遍史の年代測定に天文学知識を動員した。古代ギリシアの伝説にアルゴナウタイ遠征譚がある。黒海沿岸のコルキス王国にあるという宝物を目指し、イアーソーンらの英雄たちがアルゴー船で船出したという物語には、当時の星座が記されている。伝説を検討したニュートンは、遠征の際に初めて作られた天球儀は春分点を白羊宮（おひつじ座）に置いたと分析した。これと、実際に春分点を観測した結果から差分を導き、ニュートンは自らが数学的に証明した歳差運動によって春分点が1度黄道上を移動するには72年かかる事を根拠に、アルゴナウタイ遠征は「ソロモン王死後43年」すなわち紀元前937年に実行されたと同定した。
この計算によってニュートンは、当時正確な年号だと見做されていたオリンピアド紀元の元年にあたる紀元前776年よりも古い出来事の絶対的年数を得た。彼はこれを定点と置き、歴史の登場人物の世代などを考慮しつつ、エジプト史やギリシア・ローマ史などが伝える事件の年号を次々と定めていった。その結果、ギリシアの王国建国は過去の想定よりも500年間から1000年間新しい紀元前1085年、ローマは125年間短縮され紀元前624年とされた。

### エジプト史の圧縮
エジプト史に対して、ニュートンは独自の解釈を加えて普遍史との整合を持たせた。普遍史のエジプト問題は、マネトの『エジプト史』に対するエウセビオス以来の解釈が引き継がれ、根本的な解決を見ていなかった。ルネサンス期には古典復興運動からヘロドトスの『歴史』第2巻やシチリアのディオドロスの『歴史文庫』第1巻などがラテン語訳されるなど広まり、歴史研究の題材となっていた。
ニュートンはヘロドトスやディオドロスの著作を検討し、エジプトの3人のファラオ、オシリス、バッカス（ディオニューソス）、セソストリスを伝える故事に、征服事業と弟の反乱や帰国後の内政整備など共通部分が多い点に着目した。そして、聖書「列王記上」（11-14章）に登場するエジプト王シシャクが、建国当初のユダ王国初代レハベアムの時代に初めてエルサレムに侵攻したという記述と対比させ、3人のファラオは実は同一人物で、それは聖書に言うシシャクだと論じた。このように、エジプト史は単一の出来事を複数あったように伝えていると分析した。さらにこのオリシスと息子のホルスが死後神格化されたというヘロドトスの記述を根拠に、エジプト史の「神々の時代」とはファラオの死後のことを述べていると説き、事実上「神々の時代」と「人間の時代」を重ね合わせた。
次に、初代メニ（メネス）以下の「人間の時代」について、アルゴナウタイ遠征譚を基準年としたギリシア・ローマ史解析と同様の手法を適用して試算した結果、エジプト第1王朝は紀元前946年に始まったと定めた。しかし、これではヘロドトスが伝えるセティまでの11340年間が収まらない。この矛盾についてニュートンは、事跡が記録されていない王は実在しなかったと宣言し、初期のファラオ329名を削除する挙に出た。
これらの理論と考察から、ニュートンはエジプト王朝史を大胆に解釈し直した。それによると、初代の王メニがメンフィスを建設し、また下エジプトで勃発した反乱を鎮圧した。この時ダナオスは混乱を避けてギリシアに逃れ、造船技術を伝えた。こうして建造されたアルゴー船を用いてアルゴナウタイ遠征が実行され、その影響からエジプトは諸外国への支配力を喪失した。以後、国内のみの治世において、モイリス、ピラミッドを建設したクフ（ケオプス）などヘロドトスが事跡を記したファラオのみが実在した。結果エジプト史は大幅に短縮されてヘブライ人の歴史よりも短くなり、普遍史の枠内に収まることになった。

### 終末の解釈

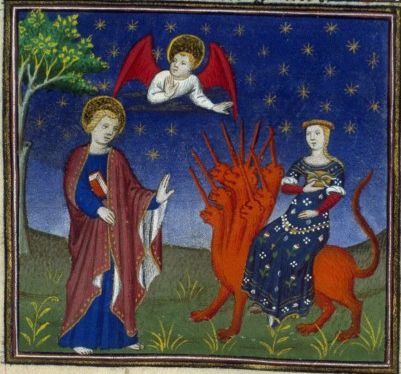
十の角を持つ赤い獣に乗った「大淫婦」（右）。

ニュートンは、四世界帝国論と終末についても解釈を加えている。『ダニエル書とヨハネの黙示録の預言についての研究』では、四世界帝国をカルデア（バビロニア）、ペルシア、ギリシア、ローマと置き、この四大民族にて継続的に世界は支配されて来たとしている（全集5-312）。そして「ダニエル書」では10本の角を持つ「第四の獣」と描かれているこの四番目の帝国について、「ヨハネの黙示録」に登場する「赤い竜」・二匹の「獣」・そして最後の「赤い獣」も同じくローマ帝国を暗示し、それぞれの形態は歴史的段階を示すと解釈した。「赤い竜」は古代ローマ帝国であり、「太陽を纏う女」は教会を指す。竜の十角は帝国が複数の地域に分裂することを示す。次に現れる二匹の「獣」はローマの東西分裂を意味し、十角七頭の獣は西ローマ帝国を、二本角の獣は東ローマ帝国の正教会を象徴する。西ローマ帝国を表す獣の角のうちの一本はラヴェンナ総督と元老院を意味し、これが他の一本たるフランク王国と結びついて、ローマの帝権は受け継がれてされてゆく。そしてニュートンは、フランク人が継承したローマ帝国を最後に登場する「赤い獣」だと論じ、その背に乗る「大淫婦」は教皇であると断じる。この言葉通り、ニュートンはローマ教皇に対して批判的であり、ピピン3世から後に教皇領となる領土の寄進（ピピンの寄進）を受けて世俗に堕落した教皇とカトリック教会を「ヨハネの黙示録」の最後に登場する人物だと読み取り、この教皇領こそ「ダニエル書」「第四の獣」（＝ローマ帝国）に後から生える11本目の角だと言う。
また、ニュートンは世界が終末に向かう中で鳴り響くラッパについても言及する。これらはローマに影響を及ぼす東方の動きを指し、第7の封印がローマ帝国の分裂によって解かれた後、ゴート族やフン族の侵入を第1のラッパとして始まる。ラッパの第4はサラセンの成立、第5はカリフの登場、そして第6をオスマン帝国の出現としている。つまりニュートンは、既に「赤い獣」と「大淫婦」が現れ第6のラッパも鳴らされたため、終末は間近だと主張した。彼はその時を具体的に計算し、教皇が世俗的権威を得たピピンの寄進（755年）の1260年後、すなわち2015年だと計算している。この根拠については、未公刊の原稿において「1日を千年とする伝統的な年代学から考察する基礎を得た」と記し、根底には普遍史の時間概念があることを明瞭にしている。

### 評価と背景
生涯の長い期間をケンブリッジで過ごしたニュートンは、そこに公表されなかった多くの資料を残し、これは「ポーツマス・コレクション」と呼ばれる。1936年その一部を入手した経済学者のジョン・メイナード・ケインズは、ニュートンが異端とされたアリウス派だったと分析し「恐ろしい秘密」とコメントした。三位一体説を否定する異端派であり、カトリック正統派の堕落を批判しながらプロテスタントとも距離を置いていたニュートンにとって、科学者として打ち立てた絶対時間・絶対空間などの概念と彼が辿り着いた独自の普遍史概念は矛盾する事は無く、『プリンキピア』一般注で述べられている通り至高なる唯一者の統治の下に世界は存在すると考えていた。ケインズは、1946年に講演「人間ニュートン」にてニュートンを、「最後の魔術師」と、「片足は中世におき片足は近代科学の途を踏んでいる」と評した。
ニュートンの『改訂古代王国年代学』は発表後、アルゴナウタイ遠征の年代同定が新しすぎる、または文献読解が正確では無いなどと、フランスで厳しい批判に晒された。その一方で賛同者も多く出現し、イギリスはもちろんフランスでもヴォルテールらが擁護した。この事は、ニュートンの普遍史解釈は決して突拍子の無いものではなく、受け入れられる余地を充分に持っていたことを物語る。ただし、エジプト史に大胆な短縮を施せたのは、当時まだヒエログリフは解読されておらず、また中国史問題も議論が沸騰する直前で、パスカルのように無視を決め込む事も可能だったためでもある。彼が自らの理論を構築できた背景には、このように時代の進展が一服していた幸運に恵まれた側面もある。

## 普遍史の否定

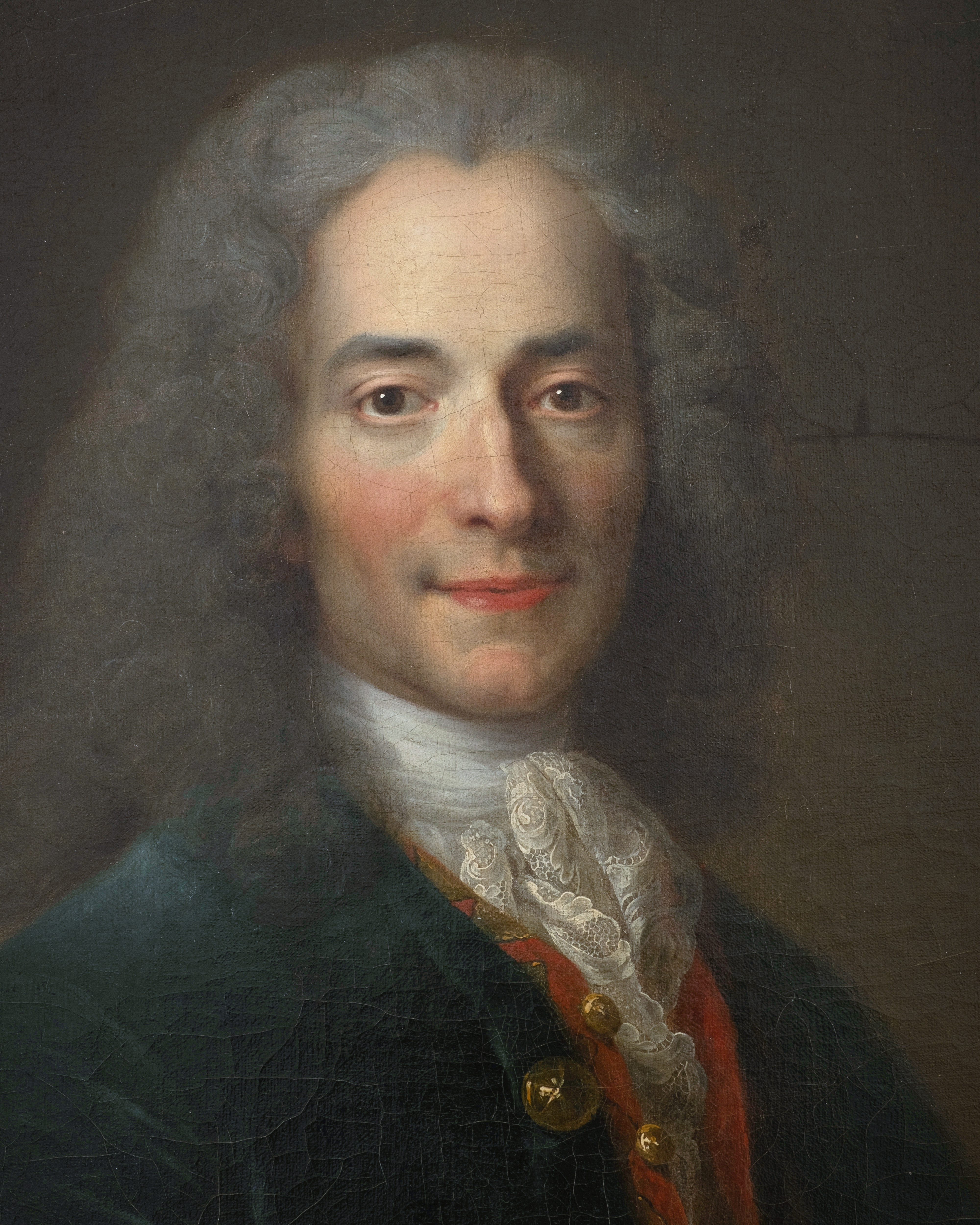
ヴォルテール24歳の肖像。彼の歴史叙述は「歴史学のコペルニクス的転回」とも評された。

### ヴォルテールの転回
人間の理性を重視し、思考の基礎に置いた啓蒙思想が18世紀には思想の主流となると、その方法論によって歴史の再評価が施され、それらは旧来の普遍史を批判する立場を取った。ヴォルテール（1694年 - 1778年）は1751年に刊行した『ルイ十四世の世紀』にて、世界史を段階的に4つの「世紀」に分けて論述した。第1はフィリップとアレクサンダーの時代、第2はシーザーとアウグストゥスの時代、第3はメフメト2世のコンスタンチノープル陥落とその直後の時代、第4はルイ14世の世紀であり、理知が完璧に近づいた時代と定めた（序説）。この区分は、第1から第3まではそれぞれギリシア古典文化、ローマ古典文化、ルネサンスと対応しており、第4は科学革命の時代でもある。これらを区分するものは人間の「理知」とそれによって生み出された文化であり、普遍史的区分とは全く異なる文化史・精神史の出発点となるものだった。
これは、歴史を重ねる毎に進歩発展する「進歩史観」という点で普遍史と共通しているが、普遍史が神の意思による教育と発展段階と位置づけられていたのに対し、ヴォルテールの歴史叙述は理性的人間の活動によって精神・文化が進歩してゆく過程、いわば人類が世俗的世界で自己啓蒙を続け発展した道程を叙述している。
人間の理性の歴史を上のように論述したヴォルテールは、それ以前の時間について『歴史哲学』にて纏めているが、これは「理性」を以って思考し導き出したもので、旧来の普遍史的歴史観とは全く異なる。彼は、初期の人類は禽獣のような状態にあり、一日の食糧を確保するために労力を費やしていたと考える。言語が出来上がるまでには長い年月が掛かり、住居や衣服を得るのはもっと後、さらに鉄を使いこなすようになるにはとてつもない努力と歳月が必要だと想像する。文字が作られ、天文書や歴史書が編纂されるのはそれからさらに長い年月がかかる。これは普遍史の期間ではとても賄えず、例えカルデアの歴史が言う47万年も「宇宙全体からすれば微々たるもの」（10章）と言い切った。彼は原始時代を想定して、歴史記述を開始している。
さらにヴォルテールは、アメリカや中国など大航海時代に広がった世界やイスラムなど世界中を網羅し、それぞれの文明を取り上げている。特にカルデア・中国・インドを高く評価し（10章）、これらは最も古く文明を発達させた民族と述べて、普遍史にある文明の一元的発生を否定している。特に中国については、世界最古の年代記が途切れずに続いている（52章）と述べ、地球全域を覆うような大災害は中国に及ばなかった（18章）と、普遍史批判となる論述を取る。そしてユダヤ人を最も新しく発生した民族のひとつと評し（38章）、旧約聖書は単なる一民族の排他的で偏狭な宗教の経典に過ぎないと断定した。このように、彼に代表される啓蒙思想が明確に普遍史を否定した。

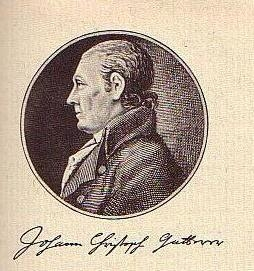
ヨハン・クリストフ・ガッテラー1793年の肖像。真摯なプロテスタントであった彼は、普遍史の自己否定を代表する歴史学者となった。

### ガッテラーの苦渋
1737年に創設されたドイツのゲッティンゲン大学は、同国歴史学を形成する中心的役割を担った。ヨハン・クリストフ・ガッテラー（1727年 - 1799年）(en)は1759年以後、同大学で歴史学教授を務め、歴史学を専門的学問に育て上げる功績を残した。ゼミナールで史料の収集や編纂、人材の育成を行うとともに、歴史の理論考察や批判活動の場となるドイツ初の歴史学専門雑誌や紋章学・古文書学・系譜学・地理学・年代学の教科書を出版した。このような多岐にわたる学問体系を対象とした彼らは「ゲッティンゲン学派」と呼ばれるようになる。
ゲッティンゲン学派の開祖となったガッテラーは、生涯に4冊の世界史著作を残している。1761年の『普遍史教科書』と1771年の『普遍史序説』は、その題名が示す通り普遍史概念を基礎に置いている。しかし、その内容は伝統的普遍史のままでは無かった。『普遍史序説』にてガッテラーは、人類史を4期に区分している。第1期は天地創造に始まり、第2期はバベルの塔崩壊による諸民族の発生を起点としており、ここまでは聖書記述にほぼ則っている。しかし続く部分について彼は、「世界帝国」を放棄して「諸民族体系」という概念を導入している。アッシリア、ペルシア、マケドニアまでは人類の世界はひとつの国家による単一体系にあったが、ローマの時代に世界はヨーロッパとアジアという二つの体系が両立する状態になったという論を展開した。そして第3期は「中世」という区分名を用いて、5世紀の民族大移動から1492年のアメリカ大陸発見までの期間とした。ここでは、世界はヨーロッパ・アジアの二体系から、それぞれに多くの民族が発生して並存する状態を指した。第4期は、フン族が中国史に言う匈奴だという仮説を皮切りに中国史を論説し、その他にも日本史や朝鮮史なども採録している。この最後の期は15世紀から18世紀を対象とした箇所であるが、これら遠方の民族史は「発見された」時がこの時代区分に当たるために含めているだけで、「諸民族体系」に含めるか否かの態度を留保したと考えられる。このように「四世界帝国論」を排除しつつも、この時点でガッテラーは普遍史的な枠内で世界を記述していた。
しかし、1785年の著作『世界史』から、ガッテラーは大きな転換を図った。題から「普遍史」という単語を除いた通り、彼の世界史記述は普遍史からの脱却を果たした。歴史の初期について、『普遍史序説』と同様にアダムからモーセまでを取り上げているが、これを「セトを租とする大種族の一派、ノア家すなわちヘブライ人の伝説」として扱った。すなわち、大洪水は事実としても、それはあくまでインダス川上流で起こった局地的な事件でしかなく、他の地域には多くの人間や動物が生きていたと考えた。これに伴い、聖書中の事件が起こった年度も見直しを施した。そして時代区分も変更した。『普遍史序説』の4段階から、文化史の観点を基礎に6段階に改訂したが、この考察の中にはモーセやソクラテスの他に孔子やゾロアスターなども加え、聖書が対象とした世界と中国など記述されない世界とを同等に扱っている。
そして4冊目の『世界史試論』では、よもや普遍史的枠組みは創世紀元の使用とアダムからニムロドまでを記した部分
にしか見られない。しかもそれは、全861ページの大書の中でたった2ページが宛がわれたに止まり、それも「伝説的歴史」という扱いに過ぎない。同書の記載は、中国や日本、アラビアやインドなどアジア全域の歴史を含んだ、啓蒙主義的または社会史的評論が行われている。ガッテラー自身は敬虔なキリスト教徒であり、4冊目の著作でも少々残滓が見られるが、よもや普遍史を放棄せざるを得ないところまで来てしまっていたことを表す。彼は、キリスト教の内側から普遍史を自己否定する役目を担った人物となった。

### 新教義派
ガッデラーが普遍史を放棄した世界記述に転向する背景には、聖書の批判的研究の報告がある。1753年ジャン・アストリュク(en)は、「モーセ五書」は複数のグループによる記述が統合されたものと発表し、モーセ一人の著作だという考えを否定した。その根拠には、五書で使われる神の名にはヤハウェとエローヒームの2種類がある点を挙げた。彼の研究を継ぐ一派がドイツで「新教義派」となった。特にゲッティンゲン大学は宗派的論争や神学部による他学部への干渉を禁じる方針を採ったために、自由な論議が可能となった。
28歳で同大学に招聘されたヨハン・ダーヴィト・ミハエリス（1717年 - 1791年）(en)は、1770年から1775年にかけて発表した『モーセの律法』にて、古イスラエルの風土や歴史的条件を聖書解釈に加える試みを行った。そして、「モーセ五書」はアブラハム以降に砂漠の遊牧民族として成立した集団が、エジプトで国家を知り、その後農耕民族化して新国家を建設するに至る過程と、それらの中で必要な律法を纏めたものという結論に達した。つまり、モーセの律法はイスラエルが経験した環境において有効だが、成立過程も環境も異なる諸民族に適用する行為は間違いだと言い切り、聖書の普遍性を否定した。
ミハエリスはガッテラーの同僚であり親友の間柄でもあった。彼の「モーセ五書」研究に代表される新教義派の思想は後の歴史学思想に、普遍史否定という大きな影響を及ぼした。

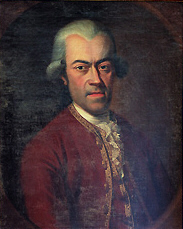
アウグスト・ルートヴィッヒ・フォン・シュレーツァー1779年の肖像。彼は普遍史に引導を渡した。

### シュレーツァーの引導
ガッテラーの後継者でありミハエリスにも師事したアウグスト・ルートヴィッヒ・フォン・シュレーツァー（1753年 - 1809年）(en)は、ゲッティンゲン学派歴史学の深耕に努めた。批判的精神旺盛で、マリア・テレジアは改革断行時にその批評を気にしたと言われるシュレーツァーは、北ヨーロッパやロシアなどの歴史に加え、商業史や経済史などの切り口も内包した幅広い分野を対象とした。そのような彼も当初は、『普遍史の観念』（1775年）の題が示す通り、伝統的歴史観を持っていた。しかし1785年発表の『世界史』で、彼は普遍史からの脱却を果たした。
シュレーツァーは『世界史』序文にて、普遍史とは聖書文献や世俗文献の研究を補助する分野でしかないと宣言した。そして、歴史学を構築するには、諸事実を系統的に集成し、そこから世界や人類の現在を根本から理解する「世界史」(Welt Geschichte) を叙述するべきとの主張を盛り込んだ。彼の『世界史』には依然としてアダムから始まるが、そこからキュロスまでの時代を「始原世界」「無明世界」「前世界」という伝説の枠内に収め、キュロス後から「古代世界」「中世」「近代世界」という段階を踏ませている。その記述内容はガッテラーと同様に、啓蒙主義的な文化史、もしくは社会史として記述されている。
そしてシュレーツァーは、歴史的事象の年代表記から「創世紀元」を排除した。天地創造をゼロ年として始まる創世紀元は、年代学論争などで聖書が解釈される度に果たして何年前の出来事なのか揺れ動き、それに引きずられて現在の「年」が定まらない欠点があった。過去、キリスト紀元やユリウス周期など、この問題を解決する紀元法が複数提示されて来たが、そのいずれも創世紀元と併用され、ガッテラーの著作も同様だった。プロテスタントであったシュレーツァーは、その信仰心と学問を明瞭に切り離す態度を表明することで、普遍史を歴史学から葬り去る「死の天使」の役目を引き受けた。

## アダムの退去

### ビュフォンの地球史
彼自身は普遍史観を手放さなかったが、ニュートンが提案した絶対時間の考え方は、科学分野から歴史の時間概念変革に影響を及ぼし始めた。人類史、社会史分野から普遍史否定が行われた頃と同じ時期の1778年、ビュフォンは大著『博物誌』の『自然の諸時期』という章で、太陽系と地球の歴史を記述した。その誕生を熱い火の玉と仮定し、物質が冷える様子を実験で確かめたビュフォンは、それを根拠に地球誕生は75,000年前だと試算した。これを詳細に見ると、先ず物質の創造、光と闇の分離があり、ここには年代が与えられていない。ビュフォンは、地球を含む惑星が白熱状態で形成された時をゼロ年と置いて、その後地球が辿る過程を段階的に述べた。彼が描く地球史は、灼熱の地球が冷えて水が定着し、植物や海生生物が繁殖し、火山活動によって陸地が形成され、陸上生物が発生する。そして大陸分裂を経て、地球誕生から約67,000年経過後に人類が誕生する。
この地球史は科学的視点から作られているが、実はここにも普遍史的要素が紛れ込んでいる、ビュフォンはこの年表に、光と闇の分離を1日目とし人類の誕生を6日目とする天地創造を意識した区分を施している。また、人類誕生を6000～8000年前と置いていること、地球誕生を75,000年前としていることも普遍史からかけ離れた数字を示すことに躊躇われたためであった。地球の年齢についてビュフォンは1000万年前という試算を得ていたが、人類史6000年という普遍史の通念からはあまりにも長大なために理解を得られないと、調整を加えたものと考えられる。

### 先史時代と人類の起源

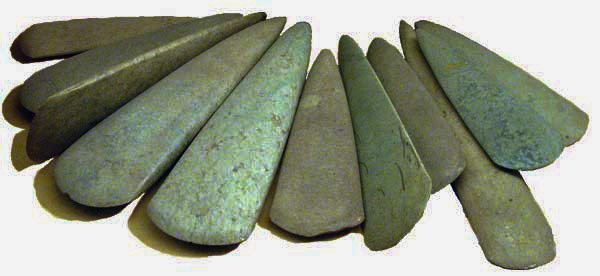
石斧は雷光が作るという神秘的説話は東洋にもあり、中国では「霹靂斧」、日本でも「雷斧・雷斧石」と呼ばれた。

石斧は雷が作る神秘的な石（雷石）と信じられていた。ビュフォンは『自然の諸時期』にて「雷石と呼ばれる石は、雷が形成し空から降ってきたと考えられていた」と記している。この旧来の考えを覆した契機は、アメリカ先住民が使う石器を観察した報告から書かれたアントワーヌ・ド・ジュシューの「雷石の起源と用途について」（1723年）やジョゼフ・フランソワ・ラフィトーの「原初の時代の習俗と比較したアメリカの未開人の習俗」（1724年）という論文だった。これらは、アメリカ先住民の生活の様子から、石斧が、人間が作成した道具だという結論を導いていた。聖書では、アダムからレメクまでに文明のすべてが完成する様に記されているが、その中に石器は出てこない。ビュフォンは石器類について、人類が作った最初の遺物と断定している。
19世紀になると、利器類など数多い出土品が蓄積された。デンマークのコペンハーゲンで博物館（現：デンマーク国立博物館）館長を務めたクリスチャン・トムセン（1788年 - 1865年）は、収集された発掘物の整理を行うに当たって石器時代・青銅器時代・鉄器時代の区分を創案し、この三区分法を『北方古代文化研究入門』（1836年）に発表した。ただし彼は、この石器時代をノアの大洪水以降と考えていた。
フランスのソンム渓谷にある砂利採掘所で、作業員たちが「猫の舌」と呼ぶ石に注目した税関長のブーシェ・ド・ペルト（1788年 - 1868年）(en)は、これをハンドアックスだと考え1839年にパリのアカデミーで発表した。彼はこの品が人工のもので、しかもノアの大洪水以前に由来する非常に古いものという考えを述べたが、その時は一笑に付された。しかし、出土品が相次ぎ、1859年のロンドン学会とパリのアカデミーでペルトが主張する旧石器時代が認められた。これは学問的意味のみならず、普遍史が記述する時よりも古い時代があったことを学会が承認した事を示している。その後も「層位学的方法」を用いた地質学と発掘作業は世界中で続き、ジョン・ラボックが1865年に提唱した先史時代を裏付ける新たな証拠が続々と発見された。

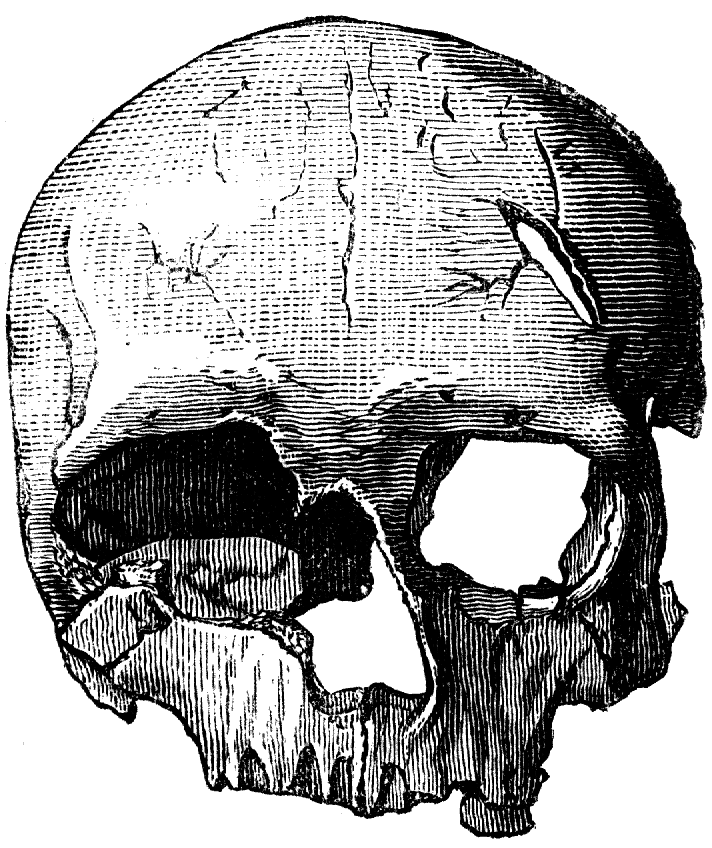
アダムを押し退け、その座に坐った人物の肖像。クロマニョン人。

チャールズ・ダーウィンが『種の起源』を発表した1859年、聖書に記述された人類の意味合いを根底から覆す内容に、主に宗教界から猛烈な批判の声が上がった。しかしこの年はペルトの旧石器時代が認められた年でもあった。進化論賛同者はものの10年で学会の大勢を占めた。1868年にエルンスト・ヘッケルは『自然創造史』にてホモ・サピエンスと類人猿の中間に位置し両者を繋ぐミッシングリングが発見されるだろうと予告したが、実は既にネアンデルタール人の化石人骨は発掘されていた。ただ、それをミッシングリングに該当させるかどうかという生物学的問題から判断が遅れていたに過ぎない。
いずれにしろ、普遍史で言う人類の発祥はよもや省みられず、アダムは歴史学の中にかろうじて残っていた「伝説」という自らの席さえ喪失した。

## 用語「普遍史」
用語「普遍史」について岡崎勝世は、シュレーツァーの書『Universale Historie』の訳語『普遍史の観念』で初めて触れたと語っている。その際は単なる書籍の表題と受け取ったが、伝統的なキリスト教歴史観を指して Universal History という表現が多く使われていることを確認し、「普遍史」という単語を用いるようになった。岡崎はこの用語が充分に一般化してはいないと語るが、ボシュエやマックス・ウェーバーの書籍訳題などにもこの単語は使われている。